# T-62
El T-62 és un tanc soviètic/rus dissenyat a final dels anys cinquanta i produït a partir de la dècada del seixanta. Va ser l'últim successor de la venerable línia de tancs que s'inicia en els anys quaranta amb l'extraordinari T-34. Encara que té una estructura general molt conservadora i poc innovadora, es va tractar del primer carro de combat que incorpora un canó d'ànima llisa, que permetia disparar-hi míssils guiats. El canó de 115 mm va ser en el seu moment el de major calibre i el primer a utilitzar eficaçment la moderna munició APFSDS.
Va ser construït des de 1961 fins a 1975, i només va aconseguir reemplaçar parcialment el seu predecessor, el T-55, amb el que comparteix enormes similituds que dificulten diferenciar-los fins i tot quan estan junts. Encara que no va ser tan reeixit com la sèrie T-54/T-55, va servir com a principal mitjà cuirassat des de principi dels seixanta a gairebé 30 països, majoritàriament àrabs, asiàtics, africans i integrants del Pacte de Varsòvia. A començament dels setanta va ser reemplaçat pels tancs T-64 i T-72.

## Desenvolupament
El 1952 sorgeix en la Unió Soviètica un nou concepte de canons per a carros de combat, que ja no tindrien estries a la superfície interna sinó que serien totalment llisos. Va ser així com va començar el desenvolupament del D-54 T, de ánima llisa i 100 mm de diàmetre. L'oficina de disseny Kartsev va muntar aquest modern canó a la torreta d'un T-54 (que ja usava un canó de 100 mm, però d'ànima ratllada), prototip que seria designat Obyekt 139 (també anomenat T-54 M, comunament confós amb el programa de modernització dels T-54 dut a terme a mitjans dels seixanta). Aquests treballs es van realitzar a la fàbrica Uralvagonzavod a Nijni Taguil, el mes d'octubre de 1954, i incorporaven un nou estabilitzador Raduga per al canó principal, una metralladora pesada antiaèria de 14,5 mm instal·lada al sostre de la torreta, capacitat per emmagatzemar 50 rondes per al canó principal en l'interior del vehicle, un motor V-54-6 de 523 cavalls i una nova disposició de les rodes de suport de les erugues.
Un any després, el setembre de 1955, es va dissenyar l'Obyekt 140. Aquest reemplaçava el canó D-54 T i sistema d'estabilització Raduga usats en l'Obyekt 139 pel D-54TS millorat i més estable i estabilitzador Molnia.
Cap a final dels cinquanta, el projecte va continuar avançant quan es va decidir fer servir com a base el xassís del nou T-55, però al cap de poc els enginyers russos es van adonar que l'haurien de modificar. Van haver de fer-ho més ampli, com que el nou prototip seria equipat amb una torreta d'Obyekt 140 modernitzada, la qual incloïa un extractor automàtic de beina i un canó U-U-8ST. D'aquesta manera, l'estructura principal va ser allargada i va eixamplada uns centímetres més perquè la torreta i el nou sistema d'armes poguessin ubicar-se millor sobre el buc. El creixement de les dimensions va tenir com a conseqüència lògica un increment en el pes, de manera que per raons de seguretat i perquè el tanc mantingués una bona mobilitat i resistència als impactes en terrenys difícils, va rebre una suspensió nova i millorada.
Vers 1960 es va començar a estudiar la possibilitat d'augmentar el calibre de l'arma principal, sobretot després que s'estenguessin rumors que els anglesos estaven treballant amb un canó de 105 mm De fet, el 1959 els britànics ja havien muntat un nou canó sobre el seu carro Centurion Mark 5. Es tractava del Royal Ordnance L7 de 105 mm, però els russos encara no ho sabien.
La història del canó del T-62 és una mica curiosa i controvertida, però segons se sap, el gener de 1961, un oficial iranià va decidir desertar junt amb el seu nou tanc M60 Patton (el tanc nord-americà havia entrat en servei a l'US Army només un any enrere i era totalment desconegut per a les autoritats russes) a través de la frontera nord del seu país, a prop del Mar Càspia, cap a la Unió Soviètica. Els russos van capturar el tanc en perfectes condicions i el van examinar minuciosament. Van ser sorpresos per l'avançat de la tecnologia occidental. El disseny del blindatge superior del M60, junt amb el canó M68 de 105 mm, van fer enfurismar el director de les Forces Cuirassades Soviètiques, que immediatament li va ordenar a Kartsev que el calibre del canó|gorja portat en l'Obyekt 165 s'incrementés a 115 mm La peça nova i més llarga va haver de ser muntada en una torreta amb anell més gran, raó per la qual el buc també va haver de ser allargat una mica més perquè aquesta s'ubiqués millor en el centre, una mica més retardada que en la posició en la qual es trobava en l'Obyekt 165.
El desenvolupament va acabar amb el model de producció original, amb el nom Obyekt 166, encara que després se'l coneixeria oficialment i popularment com a T-62. Els canvis i millores entorn del nou canó es van dur a terme molt ràpid; el prototip va complir amb tots els requisits i va passar les proves finals, i va ser aprovat el juliol de 1961, sol 6 mesos després de l'incident amb el M60 iranià.
Durant la Invasió Hongaresa de 1956, els T-54 de l'Exèrcit Roig Soviètic van resultar poc efectius per resistir els impactes de les velles armes antitancs dels defensors revolucionaris, i fins i tot hi va haver reports de tancs severament danyats per còctels molotov. De tota manera, les baixes van ser escasses, però hi havia clar que el blindatge del debutant carro de combat rus era bastant fi. A fi de millorar aquesta feble capacitat, el T-62 va agregar un 15% més de protecció al mantellet del canó|gorja i arc frontal de la torreta, i alguna cosa més del 5% al front del buc. Aquest augment era més que res superficial, per mostrar que el nou tanc era més defensat que la sèrie anterior, ja que la diferència no era molta i el T-62 no continuaria sent vulnerable a les mateixes amenaces que podien resultar fatals per als T-54/T-55. Igualment, l'addició de molt més blindatge no estava en els plans, ja que no es tractava d'un carro de combat totalment nou sinó que el seu xassís i buc pràcticament eren els mateixos del seu predecessor. Més cuirassa protectora hauria significat més pes, i això possiblement hauria sobrecarregat l'estructura, sistemes de tracció i suspensió, a més de l'obvi descens de la mobilitat del tanc, que ja havia baixat amb la inclusió del nou canó; la solució a això era la lleva de la planta motriu per una de més potent, però per als conservadors russos tots aquests canvis eren simplement prou "complicats" i "poc ortodoxos". En síntesi, l'oficina de Kartsev no va voler arriscar-se en fer una mica nou i es va basar en el disseny simple, provat i confiable que els russos venen arrossegant des dels anys trenta.
Cal tenir en compte que el T-62 va sorgir com una variant avançada i repotenciada del T-55, a fi de complementar-lo i no per reemplaçar-lo. Els enginyers soviètics de l'oficina Morozov (rival de Kartsev) estaven bastant avançats en el radical projecte d'un moderníssim MBT (el futur T-64), que vindria a substituir completament als T-54/T-55. Però aquest no estava llest; de fet encara existien molts aspectes i parts que havien de ser testejades, corregides i millorades abans que la flamant nova generació entrés en producció massiva, de manera que durant almenys mitja dècada més els T-55 seguirien formant la primera i principal línia de defensa cuirassada de l'URSS. Així doncs, se suposava que el T-62 acompanyaria als seus predecessors i proporcionaria una potència de foc renovada en el camp de batalla com a resposta immediata al M60 nord-americà, mentre s'esperava pacientment la tan desitjada la renovació tecnològica.
La producció en massa del T-62 començaria un any després d'haver estat aprovat, exactament l'1 de juliol de 1962, i va ser mostrat públicament per primera vegada durant la desfilada realitzada l'1 de maig de 1965 en la Plaça Roja de la ciutat capital de Moscou. Tenia una construcció senzilla, una característica que distingeix tot rus blindat i que havia estat rebuda del T-55, amb el qual comparteix mants components i sistemes. Aquesta era un dels avantatges d'incorporar un tanc similar en el qual es troba en servei, ja que l'entrenament de les noves tripulacions era més senzill i el canvi resultava menys traumàtic per als que havien integrat les dotacions anteriors. Les fàbriques Uralvagonzavod i Malyshev, a Nijni Taguil i Khàrkiv respectivament, van reemplaçar part de la producció de tancs T-55 a favor del nou T-62, com també ho va fer planta d'Omsk. Aquesta finalitzaria el 1975 després d'haver-se armat més de 20.000 unitats, i aquell mateix any s'iniciaria la construcció de l'esmentat tanc a Txecoslovàquia fins a 1978, havent-se acoblat un nombre major a 1.500 vehicles, tots ells destinats únicament a l'exportació.

## T-62 bàsic

### Interior
El primer model a entrar en la línia de producció a gran escala va ser l'Obyekt 166, o simplement T-62. La disposició dels tripulants, compartiments (encara que té un més, per ubicar a la transmissió separada del compartiment del motor), elements i sistemes eren idèntics al T-55. Malgrat haver crescut exteriorment, l'espai interior era igualment auster, incòmode i claustrofòbic, condemnant la tripulació a sofrir:
- Les exigències del clima (des dels crus hiverns de Rússia i Europa Oriental fins als deserts d'Orient Mitjà) per no tenir sistemes de calefacció o aire condicionat adequats;
- Mal humor i baix nivell de camaraderia pel constant frec que es produïa amb l'home del costat;
- Espantosa higienització en missions de combat i operacions de diversos dies.

Tot això acabava generant estrès, irritació i malestar entre els tanquistes, el rendiment dels quals deixava molt, que desitjar. A això calia sumar l'interior atapeït, típica característica de tanc rus que fins i tot es pot observar en els models actuals, que obligava a reclutar tripulacions d'estatura molt baixa, una mica difícil de trobar als pobles eslaus com els de l'URSS i les nacions del Pacte de Varsòvia. Per ser més precís, només n'hi ha prou amb esmentar que el carregador tenia un límit d'alçària màxima d'1,65 metres, ja que altrament no podria moure's dins de la torreta.

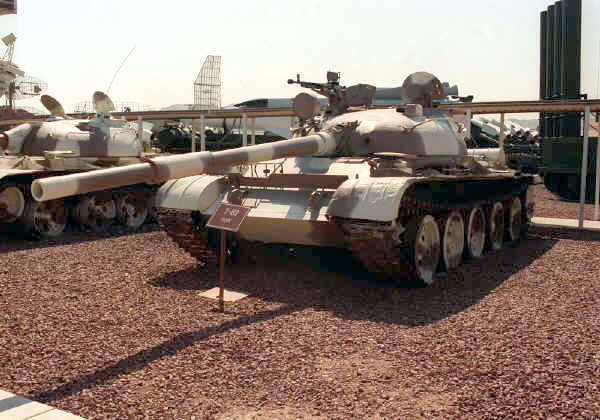
T-62 A

### Buc
Tenia un buc molt similar al del T-55, però era gairebé 20 cm més llarg i gairebé 5 cm més ample. Es blindava amb diverses capes de xapes d'acer rectangulars soldades entre si, que li atorgaven una protecció de més de 100 mm al glacis i una mica menys de 80 mm en els costats del buc, de manera que el pes total de tanc assolia 40 tones. El conductor era en un lloc davanter propi, davant de la torreta i pegat a l'eruga esquerra. S'hi podia entrar mitjançant una escotilla ovalada que obria cap a l'esquerra, i l'interior acollia dues palanques de direcció, un rústic tauler, dos periscopis per poder veure i manejar des de dintre, i un seient amb alçària regulable, que el seu operari pogués elevar-se i treure el cap per l'escotilla quan ho desitgés. Al glacis van instal·lats dos focus d'il·luminació per a la conducció, sent un de llum corrent i l'altre de llum infraroja.

### Torreta
La torreta era d'acer fos, construïda d'una sola peça, i diferia bastant de la usada pel T-55. Quant a les seves dimensions, manté la mateixa alçària però és més llarga i ampla, amb un anell de 2,245 metres de diàmetre. A més és més arrodonida i profunda, i posseeix una forma semblant a la cúpula d'una mesquita; si se l'observa des de dalt es podrà notar que és un cercle perfecte, a diferència de la del T-55 que sembla més una barreja de triangle circular, de puntes suaus i ovalades. Al front de la torreta la grossor del blindatge era major als 240 mm, mentre que en els seus costats no arribava als 155 mm. Posseeix un projector infraroig principal L-2 G, rodó, bastant gran i visible, que es recolza igual com en el T-55, a dalt i la dreta de mantellet del canó.
Dins de la torreta se situaven els llocs del comandant (a l'esquerra), artiller (en el centre, una mica cap a l'esquerra) i carregador (a la dreta). Tant el comandant com l'artiller poden fer girar a la torreta. Malgrat ser controlada hidràulicament (en cas d'emergència hi ha disponible un sistema manual). Tenia una mobilitat molt inferior en relació amb les torretes occidentals, tant que era gairebé impossible disparar-lo a blancs que es trobessin en moviment perquè tenia una escassa velocitat de gir, de 17è per segon. Podia desplaçar-se 60è en 3,5 segons i fer un volt sencera de 360è en 21 segons o inclusivament més. La torreta era inoperable durant l'ejecció dels cartutxos buits realitzat per l'extractor de beina automàtic, també quan l'escotilla del conductor estava oberta, i fins a mentre es realitzava l'operació de recàrrega del canó.
Als seus laterals, hi ha dos guies corbades en els quals es poden carregar equips personals de la tripulació.El carregador i comandant tenien escotilles pròpies des d'on ingressar. Aquestes eren semicirculars i s'obrien cap enrere. A més, el comandant tenia a la seva disposició una cúpula, que té rotació independent a la de la torreta i que porta muntat un petit projector OU-OU-3GK infraroig. El líder del carro també posseïa 5 periscopis dins del seu lloc, amb la possibilitat de reemplaçar un d'ells per un altre que sigui infraroig.

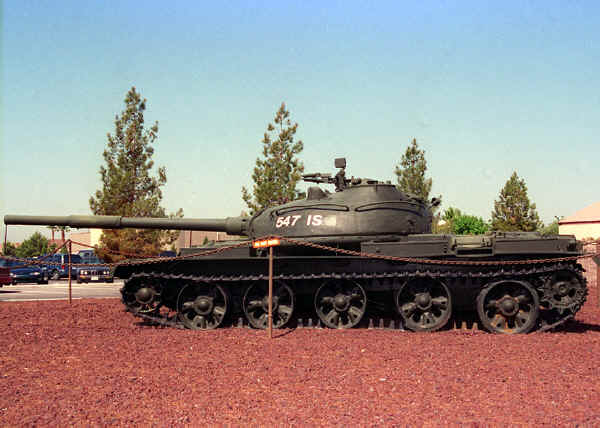
T-62 A

### Mobilitat
La planta motriu estava composta pel dièsel V-55, el mateix motor que propulsava al seu predecessor, capaç de desenvolupar 581 cavalls de força a 2.000 revolucions per minut, de quatre temps, 12 cilindres a V, amb una cilindrada de 38,88 litres i refrigerat per aigua. La transmissió era òbviament manual, de 6 marxes sincronitzades, 5 cap a davant i una reversa, aconseguint assolir una velocitat màxima de 50 km/h en carretera i 40 km/h a camp entremaliada. El motor compta amb un preescalfador per al refrigerant i el lubricant, que en 20 minuts porta la temperatura a uns 70 °C; també disposa d'un dispositiu elèctric principal de posada en marxa i un de secundari d'aire comprimit per a l'arrencada fredament. Els compartiments del motor i la transmissió es troben protegits contra el foc, gràcies a uns sensors tèrmics que estan connectats a una alarma automàtica. Quan la temperatura d'aquests compartiments sobrepassa el nivell de seguretat estàndard, són activats uns extintors que ruixen tota la zona amb escuma de bromur de metil. Aquest sistema pot ser accionat manualment pel comandant i el conductor. El sistema de rodat el componen 5 rodes dobles de suport de gran circumferència, molt semblants a les que posseeix el T-55 però en una configuració diferent, ja que les primeres tres es troben bastant juntes, i a partir de la quarta se separen notòriament. En ambdós costats, la primera i la cinquena es troben proveïdes d'un amortidor hidràulic. Les erugues no tenen rodets de retorn (antiga herència del T-34), és a dir que la cadena va morta, i com el motor s'ubica a la zona posterior, la roda dentada d'aquesta posició és la que proporciona la tracció, sent la davantera l'encarregada de tensar la cadena de baules. Aquesta té un contacte longitudinal amb el terra de 4,15 metres i el seu ample és de 58 centímetres, gaudint d'una pressió sobre el terra de 0,72 kg/cm2.
La capacitat de combustible interna és de 675 litres, encara que sol estar equipat amb tres petits dipòsits rectangulars de baixa silueta, que van aferrats al llarg del parafang lateral dret. En ser bastant petits, ocupen molt poc espai i sumen 285 litres, incrementant la càrrega a 960 litres. Això li confereix una autonomia de 450 km en camins asfaltats i entre 280 i 320 km en camp entremaliada (depenent del tipus de terreny). La quantitat de combustible pot ser augmentada encara més amb l'addició dels dos clàssics tancs cilíndrics externs de 200 litres cada un, totalitzant una capacitat màxima de 1360 litres, podent recórrer un màxim de 650 km en carreteres pavimentades i entre 400 i 450 km en camp travessa. També era capaç de portar un dipòsit d'oli lubricant sobre la part posterior del parafang lateral esquerre.
Una altra característica que conserva dels seus predecessors és el snorkel OPVT per a vadeigs profunds. Abans d'instal·lar aquest tub al sostre de la torreta, es procedeix a segellar totes les possibles obertures amb juntes de goma i tapes metàl·liques. L'operació completa dura entre 15 i 30 minuts, i li permeten al T-62 travessar cursos d'aigua de fins a 5,5 metres de profunditat. Mentre es troba submergit el tanc és orientat per un girocompàs GPK-59 i ajudat per radi a través de les indicacions del personal que s'ubica a terra ferma.

### Defenses
Una cosa que va mantenir exactament igual de la sèrie T-54/T-55 va ser l'habilitat per crear fum, injectant combustible vaporitzat dins de les canelles d'escapada, produint una combustió imperfecta a causa de les altes temperatures, generant un dens fum negre que és expulsat pel sistema d'escapada del motor, podent realitzar aquesta operació per un màxim de 10 minuts amb una taxa de consumició de 10 litres per minut.
El T-62 va ser també el primer tanc rus de l'era soviètica en posseir de fàbrica un sistema complet de protecció NBQ. Es tracta del PAU, el sistema mateix i simple que utilitzen els models més avançats del T-55, i està integrat per un detector de raigs gamma RBZ-1 que s'encarrega de reconèixer els agents radioactius que hi pogués haver en l'aire, i de ser així s'acciona el sistema de defensa que primer segella automàticament totes les escotilles, després genera una sobrepressió dins del vehicle perquè qualsevol amenaça sigui expulsada constantment si és que es produís alguna obertura. Finalment, un dispositiu filtra l'aire pur del contaminat perquè la tripulació rebi oxigen mentre tot el tanc es troba totalment tancat.

### Armament
La càrrega de munició de l'U-5TS és de 40 cartutxos unitaris amb petxines de fragmentació de perforació de blindatge de subcalibre (APDS), alt poder explosiu antitanc (HEAT) i incendari d'alta explosió (HEI). D'aquests, 20 es col·loquen en un bastidor prop de la partició del compartiment del motor-transmissió, 8 cadascun en dos bastidors de tancs al costat dret del compartiment de control, un cadascun en estibaments de pinces a la part inferior dels costats del compartiment de lluita, i dos més en una pinça d'estiba que és ràpidament accessible per al carregador al costat dret de la torre. La munició estàndard preveia la col·locació de 16 cartutxos de subcalibre perforants, 8 acumulatius i 16 de fragmentació d'alt explosiu, però depenent de la tasca duta a terme, es podia col·locar qualsevol classe de cartutxos de 115 mm als bastidors de municions. , amb l'excepció de l'estiba a bord de la torreta, dissenyada només per a projectils de subcalibre.
Inicialment, l'U-5TS tenia dos models de petxines perforants de subcalibre amb plomes (APFSDS): 3BM3 i 3BM4. Tots dos tenien la mateixa massa, balística similar i un dispositiu similar: un cos d'acer amb perforació d'armadura i puntes balístiques i un estabilitzador de sis aletes amb bisells de plomes que donaven al projectil la rotació en vol a una velocitat de 800-1000 rpm, però el 3BM4 tenia un cos totalment d'acer, mentre que el 3BM3 tenia un nucli de carbur de tungstè, que li proporcionava una millor penetració de l'armadura, especialment en angles de contacte propers als normals amb l'armadura. El 3BM6, que va aparèixer més tard, també tenia un cos totalment d'acer, però es diferenciava dels seus predecessors pel pes reduït del projectil i la càrrega més gran, una forma més elaborada i una millor balística. Posteriorment, es va adoptar un projectil 3BM21 més avançat amb un nucli de carbur de tungstè i un amortidor localitzador, així com un projectil 3BM28 amb un cos monobloc fet d'un aliatge a base d'urani empobrit, per al servei amb la pistola.
La peça sólamente pot ser elevada per l'artiller, és controlada hidràulicament (en cas d'emergència hi ha disponible un sistema manual), i el seu radi de moviment és de +16º/-6 º, millorant sobretot la depressió en relació amb els -3 º del canó|gorja D-10 del seu predecessor. La taxa de foc sostinguda era d'uns escassos 3 trets per minut, i la màxima ascendia a 5, mentre que el canó|gorja britànic L7 era capaç de realitzar com a màxim 10 canonades per minut. Aquest baix rendiment en comparació al seu oponent es deu principalment que el calibre del rus és considerablement major i perquè l'interior de la torreta és molt estret, fent-se més lenta la recàrrega pel poc espai disponible, confinant els tripulants a desenvolupar un pobre acompliment. Els T-62 bàsics estaven equipats amb un estabilitzador de dos eixos Meteor que permetia efectuar trets precisos encara en moviment.
Durant la recàrrega dels seus projectils, el canó ha de ser elevat, encara que després torna a la posició del tret anterior, eliminant l'obligació d'apuntar una altra vegada.
L'U-5TS compta amb un extractor de beina automàtic, el sistema del qual és accionat per la força de retrocés que es produeix quan el canó obre foc, injectant el cartutx buit cap a fora per mitjà d'un petit portell que es troba a la zona posterior de la torreta. El sistema és molt simple i segur, encara que primitiu també, ja que en algunes ocasions el cartutx rebutjat no aconsegueix sortir per la comporta a causa que aquesta es troba pobrament alineada amb la possible trajectòria del projectil inert, quedant aquest dins de la torreta, i encara que és un defecte menor aquesta situació acaba incomodant a la tripulació (per l'escàs espai en el qual ha d'operar) i en el pitjor dels casos podent lesionar a algun integrant, trobant-se obligats de desfer-se del projectil manualment i malgastant temps valuós que podria determinar la supervivència en combat del tanc. En accionar d'aquest sistema també pot causar una perillosa acumulació de monòxid de carboni, i durant l'expulsió del cartutx la tripulació es troba exposada a la contaminació, ja que en obrir-se la portella d'ejecció és possible l'entrada de qualsevol agent NBQ.

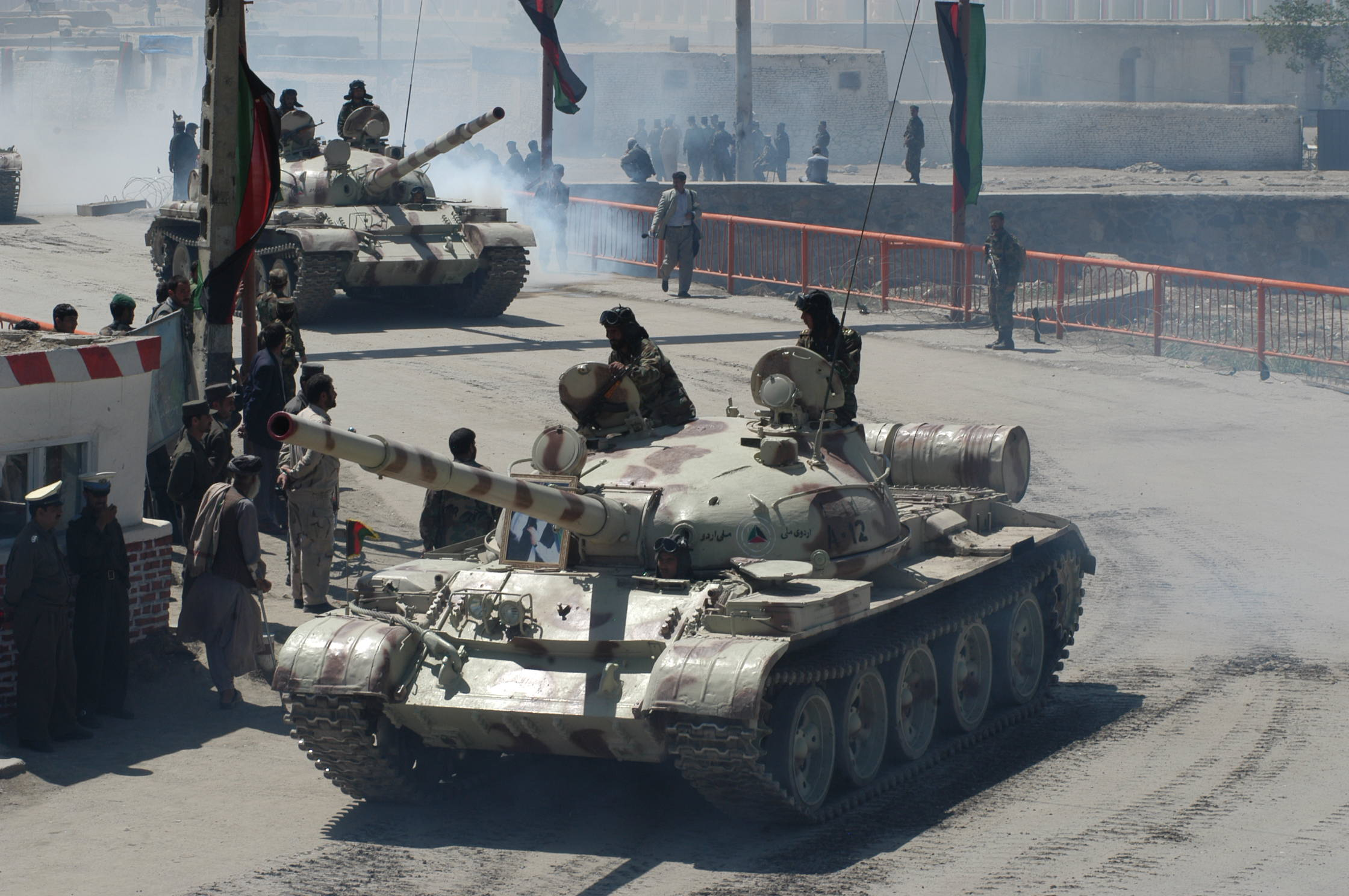
T-62 de l'Exèrcit Nacional Afganès a Kabul durant l'any 2004

L'armament secundari era integrat únicament per una metralladora, els primers tancs de producció estaven equipats amb la metralladora SGMT, que va ser subtituïda per la PKT coaxial al canó principal, que tenia una capacitat de 2.500 rondes en total. Aquesta és accionada per gas, té una taxa de foc de 650 trets per minuts, un abast efectiu de 1.000 metres i els seus cartutxos tenien una velocitat de sortida inicial de 825 m/segon.
Quan es va adoptar el T-62, les metralladores antiaèries dels tancs mitjans soviètics havien estat eliminades per  ineficaços a contra els nous avions de reacció. Però a causa de l'aparició dels anys seixanta, una nova amenaça en forma d'helicòpters armats amb ATGM, des de 1969 o 1972 les instal·lacions de metralladores antiaèries van començar a instal·lar-se de nou als tancs. Amb aquesta finalitat, es va modificar la torreta substituint la trampilla de càrrega inclinada compacta per una d'horitzontal més espaiosa (per a la qual es va fer una marea) per una torreta i una mira de col·limador òptic K-10T. El T-62 utilitza una metralladora DShKM de 12,7 mm mod. 1938/46 amb una cadència de foc de 600 tirs per minut, tot i que la cadència de foc de combat es limita a 125 rpm per la necessitat de canviar els cinturons. El rang de tir objectiu del DShKM arriba als 2.200 metres. La capacitat de munició de la metralladora és de 300 cartutxos en 6 caixes de carregadors amb cinturons de 50 cartutxos. En alguns tancs modernitzats, la metralladora va ser substituïda per una NSVT.
Per disparar des de DShKM i NSVT, es poden utilitzar cartutxos amb la bala perforadora B-30, les bales incendiàries que perforen l'armadura B-32 i BS-41 i el traçador incendiari BZT. Una metralladora antiaèria, a més del seu propòsit directe, s'utilitza sovint en la lluita contra el personal enemic i l'equip no blindat, i la seva penetració de blindatge, per a la bala B-32 és de 14 mm normal a una distància de 500 metres, permet per ser utilitzat per destruir objectius lleugerament blindats.
Per a l'autodefensa de la tripulació, el tanc està equipat amb un rifle d'assalt AK o AKM amb 120 cartutxos de munició en 4 carregadors de caixa, 10 granades de mà F-1.

### Equips de vigilancia
Entre els sistemes de punteria es trobaven un visor diürn/nocturn TKN-3, visor diürn TSh-TSh-2B-41-41 que tenia una magnificació de x3,5/x7 i un visor nocturn TPN1-41-11. El procés d'adquisició del blanc s'inicia quan el comandant localitza i identifica l'objectiu amb el seu visor TKN-3, per la qual cosa després de fer-ho s'apresta a alinear la torreta amb l'element hostil tenint en compte la desviació corresponent que el TKN-3 indica. Immediatament calcula la distància amb un senzill visor òptic de retícula graduada, i a continuació li informa l'artiller la proximitat de l'objecte enemic i la convenient classe de projectil que haurà d'utilitzar. Finalment, el carregador introdueix la munició designada i l'artiller no en té més que ajustar l'elevació del seu canó amb el seu telescopi articulat diürn TSh-TSh-2B-41-41 i disparar.
Aquest vell procés és actualment obsolet i fins i tot en el seu moment va ser també una mica endarrerit, més encara en relació amb els tancs de l'OTAN d'aquella època que posseïen moderns i telèmetres avançats que els oferien una precisió i efectivitat en llargues distàncies molt més gran. La inferioritat russa en dispositius de precisió era resolta pel recte recorregut que tenien els seus innovadors projectils d'altíssima velocitat que possibilitaven una sorprenent punteria en distàncies mitjanes.

## Modificacions

### Soviètiques i ruses
- Object 166: prototip inicial.

- T-62: Model bàsic, basat en el T-55.[4]
- T-62A: Versió bàsica del tanc desenvolupada en paral·lel amb el T-62, una nova torreta de fosa amb un canó D-54TS de 100 mm estriat. Per treure els cartutxos gastats, el vehicle està equipat amb un mecanisme per expulsar-los a través de l'escotilla posterior de la torreta. Aquesta modificació del tanc es va produir el 1961 en un petit lot.
  - T-62AM: Modernització del T-62 amb un canó de 125 mm. El 1963, el carregador automàtic fabricat per a l'"Objecte 167M" es va instal·lar en un dels prototips T-62. L'any 1965 es van acabar les obres de modificació. Com a resultat, el carregador automàtic Tagil va resultar millor que el de Khàrkiv per a l'Object 432. La metralladora tenia un disseny més senzill, més fiable i assegurava que el conductor pogués transferir-se des del compartiment de control al compartiment de combat sense fer cap treball preliminar, augmentant així la supervivència del tanc durant el bombardeig. El carregador automàtic tenia una capacitat per a 21 trets. Com a resultat, a partir de 1966, la planta de Tagil estava preparada per produir el tanc T-62 amb un carregador automàtic que podia utilitzar munició per al T-64. Però fins i tot llavors el tanc no es va posar en producció en massa. El 5 de novembre de 1967, el ministre de la Indústria de Defensa S.A. Zverev va arribar a Uralvagonzavod, on se li va mostrar un T-62 amb un canó D-81 de 125 mm i un carregador automàtic. Li agradava el carregador automàtic i va proposar instal·lar-lo al Khàrkiv T-64.[4]
- T-62K: Versió de comandament del T-62 amb estació de ràdio R-130. A més, es van instal·lar equips de navegació TNA-2, una estació de ràdio HF i una unitat de càrrega AB-1 per alimentar els consumidors durant el treball a llarg termini al lloc. Al mateix temps, es va reduir la càrrega de munició del canó i la metralladora i es va canviar la col·locació de les peces de recanvi.[5]
- T-62B: Tanc experimental amb un motor V-35 amb una potència de 750 CV. Amb. i un canó 2A26 de 125 mm.
- T-62D: Modificació del tanc T-62, equipat amb el complex de protecció activa Drozd. El tanc també estava equipat amb: protecció de blindatge addicional per a la torreta i el casc; pantalles antiacumulades laterals de teixit de cautxú; Motor V-55U, 620 CV. Amb.; sistema de defensa de napalm "Soda". El xassís s'ha modernitzat. El tanc estava equipat amb una estació de ràdio R-173 i un receptor de ràdio R-173P.
  - T-62D-1: na variant del tanc T-62D amb un motor V-46-5M amb una potència de 690 CV.

- T-62M: Un tanc que va sofrir una profunda modernització el 1983-1985. El tanc estava equipat amb: protecció de blindatge addicional per a la torreta, el casc i el fons (nivell de protecció de la torreta de BPS - 350 mm, de KS - 400-450 mm); pantalles antiacumulades laterals de teixit de cautxú; revestiment antineutron a la torre; complex d'armes guiades 9K116-2 "Sheksna"; Motor V-55U, 620 CV. Amb.; nou sistema de control de foc "Volna" (telèmetre làser KTD-2, ordinador balístic BV-62, mira TShSM-41U i estabilitzador "Meteor" M1); el sistema de llançament de granades de fum 902B "Cloud" i el sistema antinapalm "Soda". Alguns vehicles estaven equipats amb una metralladora antiaèria NSVT en lloc d'una DShKM, i el canó de la pistola estava equipat amb una carcassa protectora contra la calor. Es va modernitzar el xassís i es va introduir una eruga del tanc T-72. El tanc estava equipat amb una estació de ràdio R-173 i un receptor de ràdio R-173P.[6]T-62M

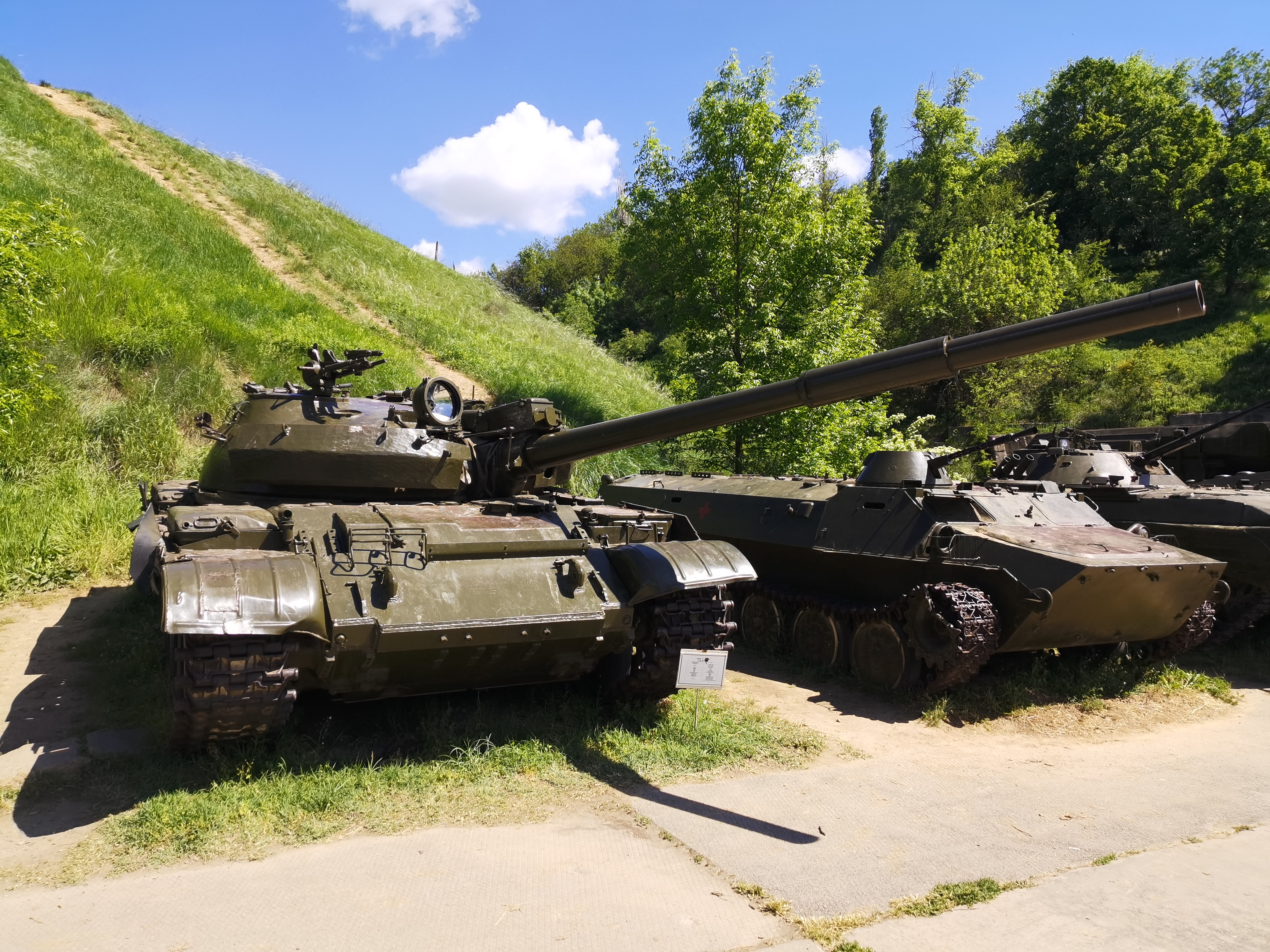
T-62M

  - T-62M-1: Variant del T-62M amb el motor V-46-5M
  - T-62M1: T-62M equipat amb un disseny de blindatge frontal revisat al casc i una visió nocturna normal. No té capacitat d'ATGM.[4]
    - T-62M1-1: T-62M1 equipat amb el motor dièsel V-46–5M.
    - T-62M1-2: T-62M1 sense armadura de ventre ni el paquet d'armadura BDD.
      - T-62M1-2-1: T-62M1–2 equipat amb el motor dièsel V-46–5M.

  - T-62MK: Versió comandament T-62M, estació de ràdio R-130 i TNA-3.
  - T-62MV: T-62M amb protecció dinàmica Kontakt-1 muntada instal·lada i sense protecció addicional de blindatge per a la torreta i el casc.
    - T-62MV-1: variant del tanc T-62MV amb el motor dièsel V-46-5M.[4]
    - T-62MV Obr. 2022: Modificació del 2022 en el qual s'instal·la una mira tèrmica amb un telèmetre làser 1PN-96MT-02 integrat. Es basa en una matriu sense refrigeració que afecta els intervals de detecció d'objectius (uns dos o tres quilòmetres). A més, 1PN96MT-02 no té la capacitat d'utilitzar míssils de tancs guiats. Per protegir el dipòsit, es solden "reixes" a la part posterior de la torreta i s'instal·la la protecció dinàmica "Kontakt-1". Tanmateix, hi ha una vulnerabilitat a la fàbrica en forma d'instruments a la torreta que no estan coberts per la protecció dinàmica.[7]

  - T-62MD: T-62M equipat amb un complex de protecció activa Drozd.[8]
  - T-62M obr 2005: Modernització del tanc T-62 de l'Omsk Design Bureau "Transmash": pistola de 115 mm amb una carcassa protectora contra la calor, protecció dinàmica "Kontakt-5" a la torreta i "Kontakt-1" al casc, motor V-46 -5M (690 CV). Es va instal·lar un nou sistema de control d'incendis, equips de ràdio, un sistema d'extinció d'incendis, una nova mira multicanal 1K13D-22, així com un 1K116-2 Sheksna KUV.[9]T-62M obr 2022

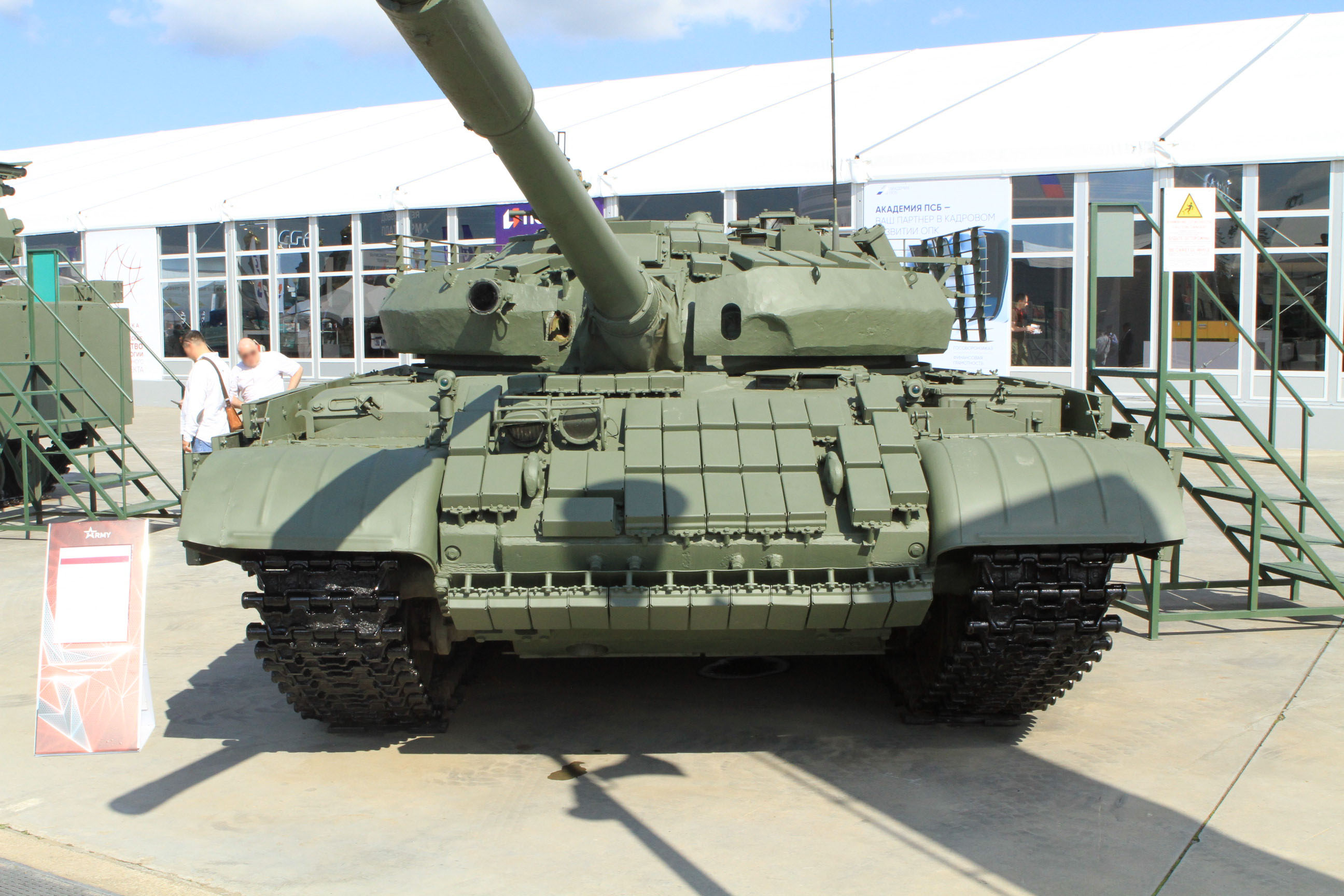
T-62M obr 2022

  - T-62M obr. 2022: La característica principal de la modernització és l'estació d'imatge òptica i tèrmica giro-estabilitzada al pal. Malgrat gairebé un any entre demostracions d'aquesta màquina, no van poder posar un cable dins o almenys al llarg del cos del tanc. També estava equipat amb un visor 1PN-96МТ-02 amb una càmera d'imatge tèrmica i un telèmetre làser, que va substituir el normal i va permetre l'eliminació del telèmetre làser per sobre de la pistola. A més, aquest tanc estava equipat amb un motor de 780 cavalls de potència.[10]
- TO-62: Modificació del llançaflames de la T-62. El rang de llançament de flames és de 200 m. El llançaflames s'instal·la en lloc d'una metralladora coaxial.[4]
- ZET-1 (ZET significa Zaschtschita Ekrannaja Tankowaja) sistema de protecció de vehicles. El sistema va ser desenvolupat el 1964 i va ser especialment dissenyat per protegir el front i els costats del tanc fins a un angle de 25 against contra projectils amb forma de càrrega amb un calibre màxim de 115 mm. Consistia en una pantalla estirable amb estructura de xarxa centrada en l'armament principal del vehicle i les falques laterals de tipus aletes laterals. Estava destinat als tancs T-54, T-55 i T-62. El diàmetre de les pantalles era diferent per a cada tipus de dipòsit. Les seccions de pantalla individuals es podrien substituir en dos minuts. Si bé va tenir èxit en espais amplis, va ser poc pràctic en zones boscoses. A causa d'això el desenvolupament no va ser molt utilitzat, tot i que els sideskirts de tipus aletes es van utilitzar més tard en els models T-72 inicials.[11]
- T-62-90M: Un tanc híbrid partir del xassís del T-62 i la torreta del T-90M.[12]

### Modificacions realitzades en altres països
- T-62: (Egipte) Modernització realitzada per NORICUM. La modernització inclou una substitució del canó de 115 mm per un canó de 105 mm Royal Ordnance L7. L'exèrcit egipci va avaluar el vehicle i va incorporar les seves millores en la modernització de la RO-115 Mark I.
  - RO-115 Mark I: Desenvolupat a principis dels anys vuitanta. Tot i que conserva el canó soviètic de 115 mm, una munició més potent li permet colpejar un objectiu a un abast més gran. Alguns cànons principals van ser substituïts pel canó Royal Ordnance L7 de 105 mm, proposat per l'empresa austríaca NORICUM. Altres modificacions van incloure un motor dièsel britànic de 750 CV. Amb. (559 kW), un estabilitzador de dos plans, un ordinador balístic, un telèmetre làser en una caixa blindada per sobre de l'armament principal, un grup de sis llançagranades de fum al costat dret de la torreta, un sistema de control de foc per al BMP- 3 i BMP i armadura addicional, inclosa l'armadura reactiva. La modernització va comportar un augment de pes fins a 43 tones.
  - T-62E Mark II: Programa egipci de reconstrucció i modernització de mitjans dels anys noranta. Els tancs estaven equipats amb un motor MTU alemany amb llicència amb una potència de 880 CV. Amb. (656 kW). Els tancs estan armats amb un canó de tanc M68 de 105 mm amb llicència, un sistema de control de foc italià amb un ordinador balístic, un dispositiu de visió infraroja, un telèmetre làser, un estabilitzador d'armes, una armadura addicional que inclou una armadura reactiva, faldilles laterals blindades, una suspensió millorada i sis llançagranades de fum a cada costat de la torreta. Està equipat amb un sistema de protecció NBC (nuclear, biològic i químic) millorat. El T-62E Mark II està equipat amb dos llançadors de míssils antitanc de fabricació egípcia amb dos projectils, o dos llançadors amb 2 projectils per a coets de fum D-3000 de 80 mm en una extensió d'atac, o un llançador de caixa que conté dos Sakr. Coets de fum a cada costat de la torre. La modernització no va modificar el pes del tanc, que es va mantenir en 45 tones.[13]
  - RO-120 Mark III: Modernització del tanc T-62, desenvolupat el 2004. Aquesta actualització equipa el tanc amb el canó de tanc M-393 de 120 mm desenvolupat per l'Empresa Unitària de l'Estat Federal. La longitud del canó és de 5,30 m i el seu pes és de 2,6 tones. Es pot pujar o baixar entre -7° i +15°. El dipòsit està equipat amb un nou motor MTU alemany amb llicència amb una potència de 890 CV. Amb. (664 kW) i blindatge addicional, incloent-hi blindatge reactiu i faldilles laterals blindades. Com a resultat de la modernització, el pes va augmentar fins a 46,5 tones. Aquesta modernització es va completar a finals de 2008.

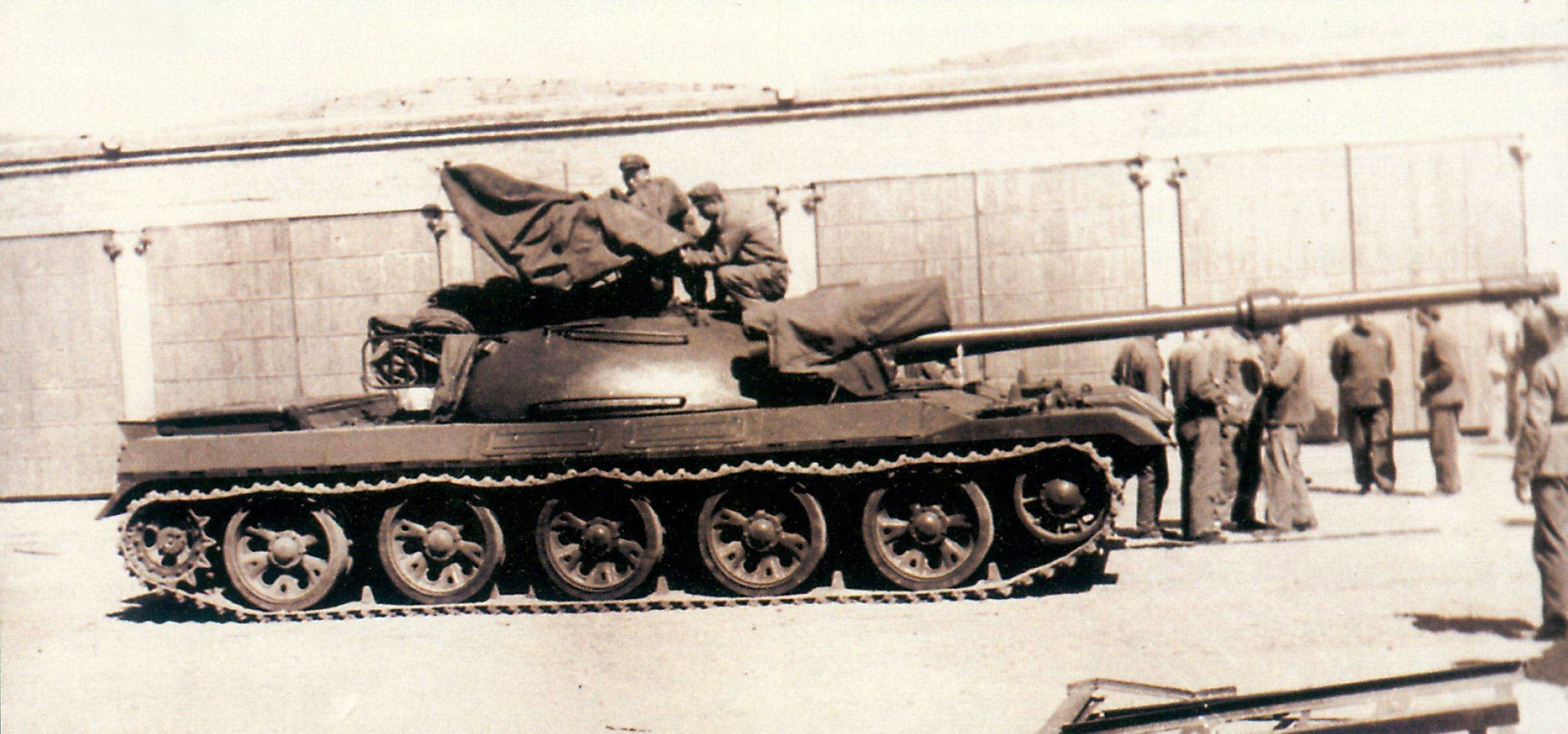
WZ-122

  - WZ-122WZ-122A "San Ye": És un prototip experimental xinès, una còpia del T-62 soviètic capturat a l'illa Damansky. Amb una caixa de canvis hidromecànica, suspensió hidràulica, parafangs sòlids, la disposició dels corrons és idèntica a la del "tipus 59".[14]
    - WZ-122B "San Ji": És un prototip de desenvolupament xinès basat en el WZ-122A. Amb 6 rodes de carretera de diàmetre reduït a bord, un parafang tradicional (els dipòsits de combustible es troben a l'esquerra) i una transmissió mecànica.[15]

  - Ch'ŏnma-ho I: Es tracta d'una còpia feta per Corea de Nord cuirassada més lleugera i prima de la T-62. Sobre la base de les tendències generals i la fotografia de les desfilades de les forces armades, és clar que Corea del Nord ha fet modificacions considerables als dissenys soviètics i xinesos bàsics en la seva pròpia producció.[16]
    - Ch'ŏnma-ho II: Designació per a un T-62 importat.
    - Ch'ŏnma-ho-92: Una simple actualització progressiva del Ch'ŏnma-ho 2, amb una màniga tèrmica per al canó principal i les faldilles blindades de pista afegides. És possible, però es considera improbable, que s'hagin afegit llets per a ERA des de la seva introducció; si són presents, probablement es trobarien en els costats del glacis i la torreta. Una actualització de visió nocturna.[16]
    - Ch'ŏnma-ho-98: Torreta lleugerament més gran de la mateixa forma que el Ch'ŏnnma-92, amb blindatge millorat, i potencialment un nou FCS.[16]
    - Ch'ŏnma-ho-214: El Ch'ŏnma-214 va aparèixer per primera vegada el 2001. Sembla ser la versió de producció en sèrie del Ch'nnma-98. Els vehicles van compartir moltes millores, com la mateixa torreta i el telèmetre làser, fins i tot si el Ch'nnma-214 rebia una armadura addicional a la part frontal de la torreta per protegir millor el vehicle. El Ch'ŏnma-214 també està equipat amb solapaments de goma sota l'armadura add-on i a la part inferior del casc.[16]

  - Tiran-6: designació isreliana als T-62 capturats, alguns van ser equipats amb ERA Blazer.
  - T-62AG/AGM: Actualitzacions ucraïneses per al T-62 soviètic per l'Oficina de Disseny de la Màquina Khàrkiv Morozov. Està equipat amb el motor dièsel 5TDF 700 hp, un canó de tancs KBA-101 de 125 mm, nou equip de control de foc i major protecció de blindatge. El pes de combat és de 39,5 tones. La tripulació encara consta de 3 homes perquè hi ha carregador automàtic.[17]

## Variants

### Soviètics i Russos
- T-62/122: Vehicle d'enginyeria de combat amb base T-62 revestit amb obús de 122 mm.[18]
- T-62/160: Vehicle d'enginyer de combat amb base T-62 equipat amb BTU i armat amb un morter escurçat de 160 mm.[4]
- IT-1: El T-62 es va convertir en un destructor de tancs (istrebitel tankov). Va ser desenvolupat entre 1957 i 1962. Va utilitzar el xassís i el casc del tanc T-62 i va ser equipat amb una nova torreta baixa de "doma inflada" amb un sistema d'ATGM 2K8 estabilitzat en lloc del canó de tancs. L'IT-1 va ser l'únic dels diversos dissenys de "tanc de coets" ('tanc de raketniy') que realment van entrar en servei. Podria llançar ATGM semiautomàtics de PTUR 3M7 "Drakon" amb un rang d'entre 300 m i 3.300 m. Portava 15 ATGM PTUR 3M7 "Drakon" a bord (3 en reserva i 12 en el carregador automàtic). L'ATGM es va llançar des d'un braç que s'aixecava a través del sostre de la torreta. L'armament secundari consistia en una metralladora de propòsit general PKT de 7,62 mm per a la qual portava 2.000 bales. La torreta va ser equipada amb llocs d'interès de dia/nit T2-PD i UPN-S. Uns 60 destructors de tancs IT-1 van ser construïts entre 1968 i 1970 per diverses empreses, incloent-hi 20 construïts per la fàbrica Uralvagonzavod el 1970. Només dos batallons els operaven, un amb personal d'artilleria i un amb personal de tancs, amb un batalló a Bielorússia MD i l'altre al Carpatian MD. Les unitats es van dissoldre després de la retirada de la IT-1 i tots els vehicles es van convertir en vehicles blindats de recuperació (ARV).[19]Un IT-1 al Patriot Park

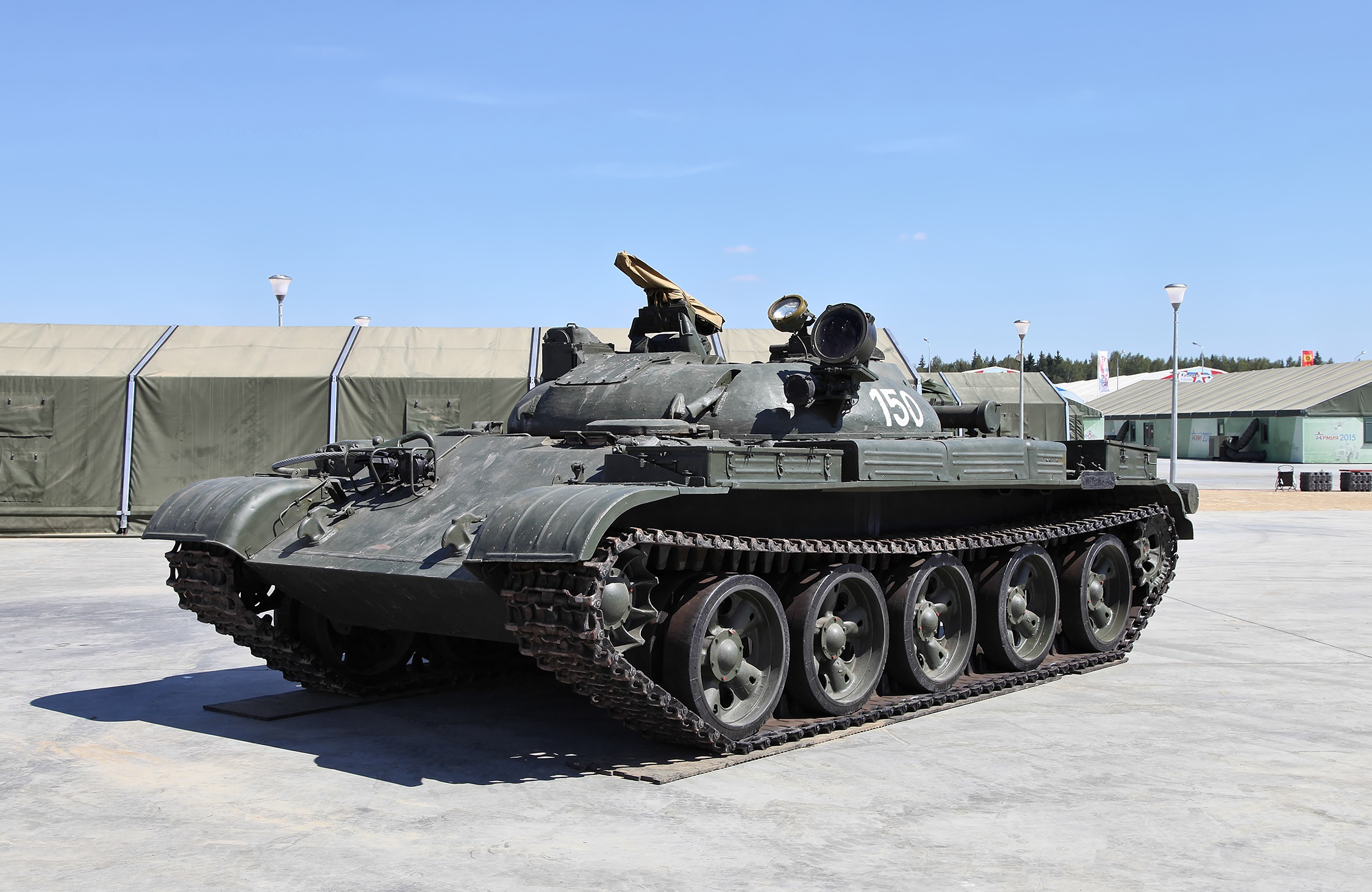
Un IT-1 al Patriot Park

  - IT-1T: Després de la retirada de la IT-1 del servei de primera línia molts dels vehicles van ser parcialment convertits en ARV. L'única diferència amb l'estàndard IT-1 va ser que la torreta es va fixar en la posició després que es retirés tot l'engranatge de l'ATGM. No van tenir molt èxit i aviat es van convertir en els vehicles de recuperació blindats BTS-4V.
- BTS-4V: Conversió dels tancs de batalla principals T-62 i els destructors de tancs IT-1 en un ARV sense torretes. Són similars a la molt més comuna T-54 -basada en BTS-4. El vehicle estava equipat amb una cistella d'estiba, un muntacàrregues i una petita grua plegable amb una capacitat de 3 tones, un cabrestant i un snorkel. També es coneix com a BTS-4U.[20]
  - BTS-4V1: Conversió d'aproximadament 35 tancs de batalla T-62 de preproducció en ARV.[4]BTS-4V

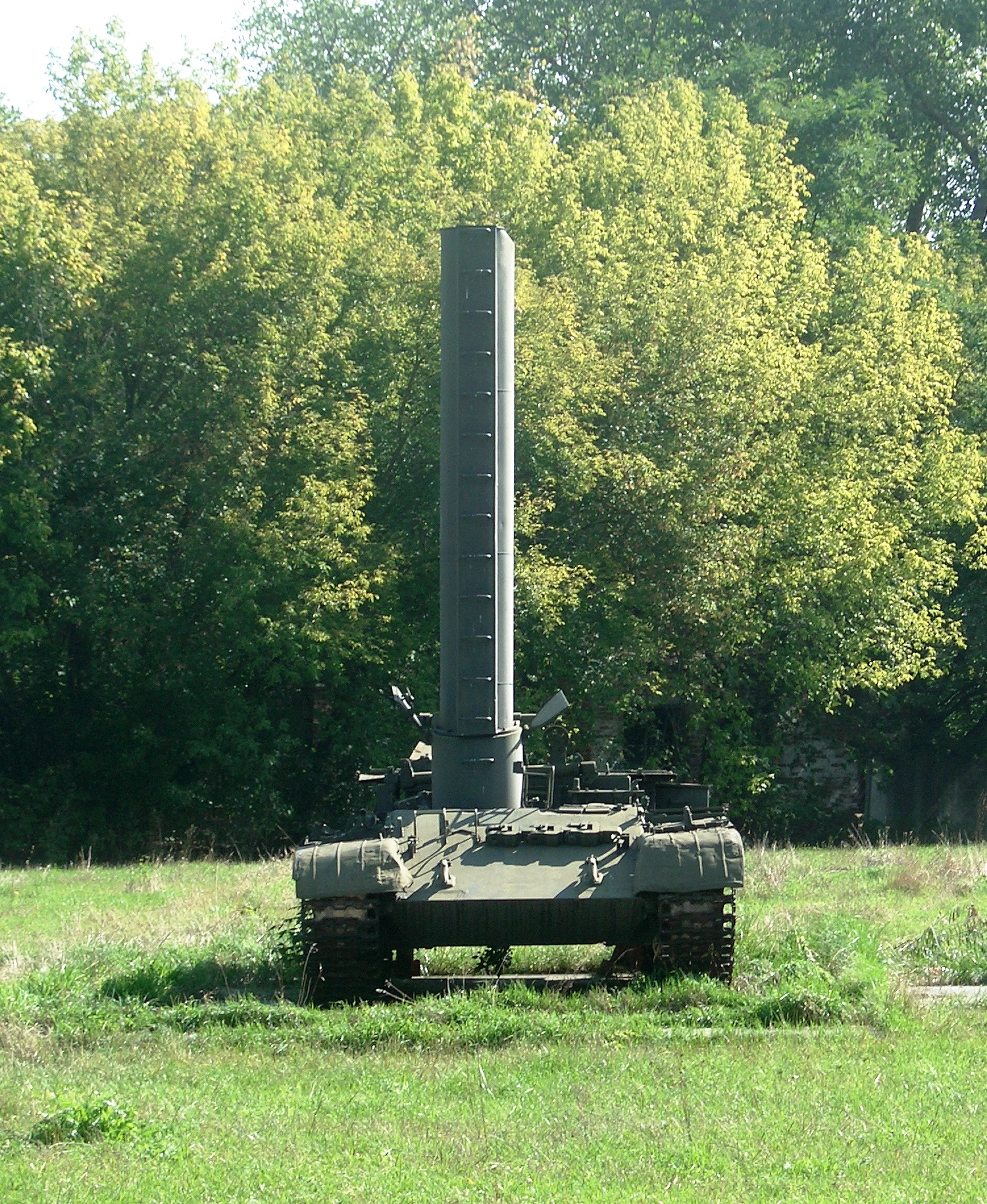
BTS-4V

  - BTS-4V2: Conversió parcial de 20 tancs de batalla principals T-62 danyats pel foc en un vehicle blindat de recuperació. La torreta va ser substituïda per una superestructura fixa en forma de cúpula. Hi ha una sola escotilla a la part superior de la superestructura equipada amb una metralladora pesada antiaèria DShK 1938/46 de 12,7 mm. Es limitava a operacions de remolc bàsic i la majoria es van eliminar donant-los com a ajuda estrangera. També se'ls coneixia com BTS-4VZ
- Impuls-2M: Tanc T-62 desmantellat convertit en un vehicle de lluita contra incendis equipat amb un sistema de llançament de 50 rondes per a projectils de retirada de flames en una muntura rotatòria a l'anell de la torreta i una fulla dozer al davant.[21]

### Versions realitzades per altres països
- BMPT-62: Un vehicle de suport híbrid d'Algèria partir del xassís del T-62 sobrants i la torreta del BMP-2. El vehicle es va presentar en la desfilada del 60è aniversari de la independència d'Algèria.[22] També ja vist utilitzant per les forces d'Ucraïna. la versió ucraïnesa està equipat amb blingatge reactiu Kontakt.[23]
- TV-62: (Bulgària) Tanc T-62 convertit en vehicle de recuperació blindat.[24]
- TV-62M: (Bulgària) Tanc T-62M convertit en vehicle de recuperació blindat. Aquest vehicle es compon d'un casc T-62M amb una torreta T-55 o T-55A modificada que va ser tallada per la meitat; la part superior va ser caragolada sobre el casc en la posició de les 6. Hi ha un gran cabrestant i un esnorkel muntat a la part posterior del casc.[4]
- TP-62: Vehicle de lluita contra incendis bulgar, per primera vegada presentat durant la fira d'equips de defensa Hemus 2008. S'utilitza en l'extinció de l'incendi de Vitosha 2012.[25]

## Historial de combat

### Conflicte fronterer sino-soviètic
El primer ús del T-62 en combat va tenir lloc en el conflicte fronterer soviètic- xinès a l'illa Damanski el març de 1969. L'ús de tancs en el conflicte va ser un accident. Durant el conflicte, el 15 de març, un grup de nou T-62 de la 135a Divisió de Rifles Motoritzats es va apropar per error al lloc de comandament dels guàrdies fronterers que lluitaven contra les tropes xineses. Es va decidir utilitzar tancs per donar suport als guàrdies fronterers que no disposaven d'armes pesants. Tres T-62 es van traslladar a través del gel fins a l'illa Damanski o Zhenbao, ocupada per les tropes xineses, en un intent de saltar l'illa i tallar-la de les reserves que s'acostaven des de la frontera xinesa, però els xinesos estaven preparats per a aquest esdeveniment i van obrir un fort foc del RPG-2, com a resultat del qual el tanc de plom va ser destruït, i els dos restants es van retirar a la costa soviètica; la tripulació d'un tanc soviètic danyat va ser destruïda pels xinesos amb foc d'armes lleugeres mentre intentaven abandonar el vehicle. Al vespre del mateix dia, després d'un bombardeig d'artilleria massiu, les tropes xineses van ser expulsades de Damanski, però va resultar que, en aquell moment, els oficials d'intel·ligència xinesos havien aconseguit examinar el tanc i treure'n diversos dispositius, inclosos l'estabilitzador d'armes, que es considerava el més secret del que es va instal·lar al T-62. Es va decidir destruir el tanc, però només va ser possible ofegar-lo trencant el gel amb foc de morter. A finals d'abril de 1969, després del final de les hostilitats, els xinesos van aconseguir aixecar el tanc del fons del riu i estudiar-lo amb més atenció, després de la qual cosa va ser instal·lat al Museu del PLA de Pequín.

### Guerra de Yom Kippur

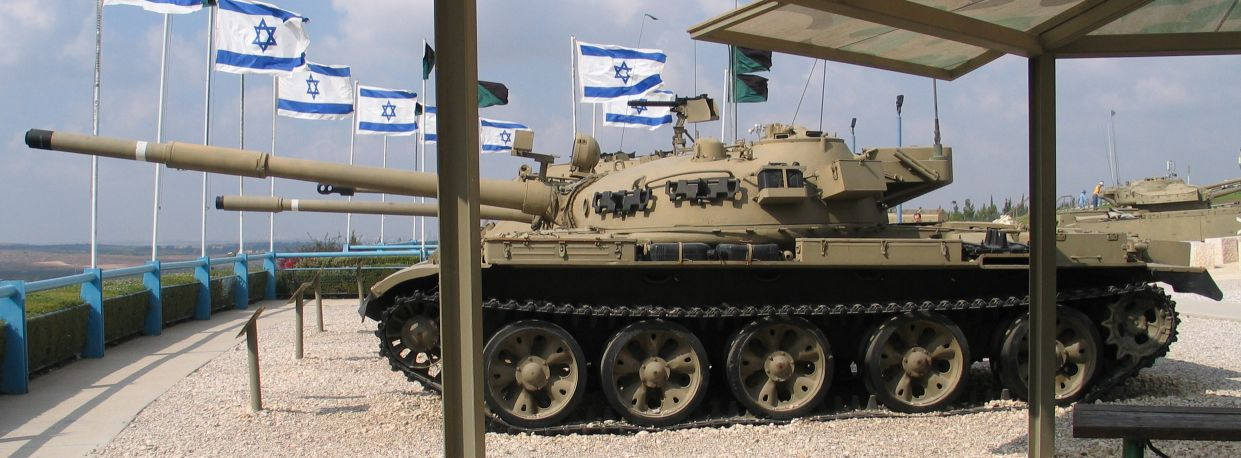
T-62 israelià, més ben conegut com a Tiran-6, modificat i millorat amb instruments occidentals

El 1971, la Unió Soviètica va lliurar els primers T-62 a Egipte, i el mateix any els Estats Units van lliurar els primers M60A1 a Israel. Inicialment, els àrabs van ser subministrats amb tancs sense els últims projectils de subcalibre perforants amb plomes de 115 mm. Aquest inconvenient va ser observat per les tripulacions de tancs egipcis, després de la qual cosa van ser enviats (obusos d'aquest tipus eren significativament superiors en penetració de blindatge a tots els utilitzats pels tancs occidentals i soviètics). L'expert militar britànic Simon Dunstan va argumentar que els T-62 àrabs de la guerra tenien "carregadors automàtics".
Egipte va utilitzar 188 tancs T-62 (brigades 15 i 25) durant la guerra. Segons dades occidentals, Síria va desplegar 475 tancs T-62 (les brigades 47a, 91a, 20a, 65a i 70a de la Guàrdia Republicana). Segons Iu Kostenko, Síria tenia 300 T-62.

Durant la Guerra de Yom Kippur de 1973, el T-62 amb el seu canó 115 mm apareixia com l'adversari més temut per a les forces blindades israelianes, el millor material del qual estava compost per M60A1 i Centurion Mk 5, els dos armats amb canons de 105 mm Els israelians també comptaven amb els vells M48A2 equipats amb canons de 90 mm que havien sobreviscut a la Guerra dels Sis Dies i amb els T-54 i T-55 que havien estat capturats als sirians i egipcis en aquest mateix conflicte de 1967.

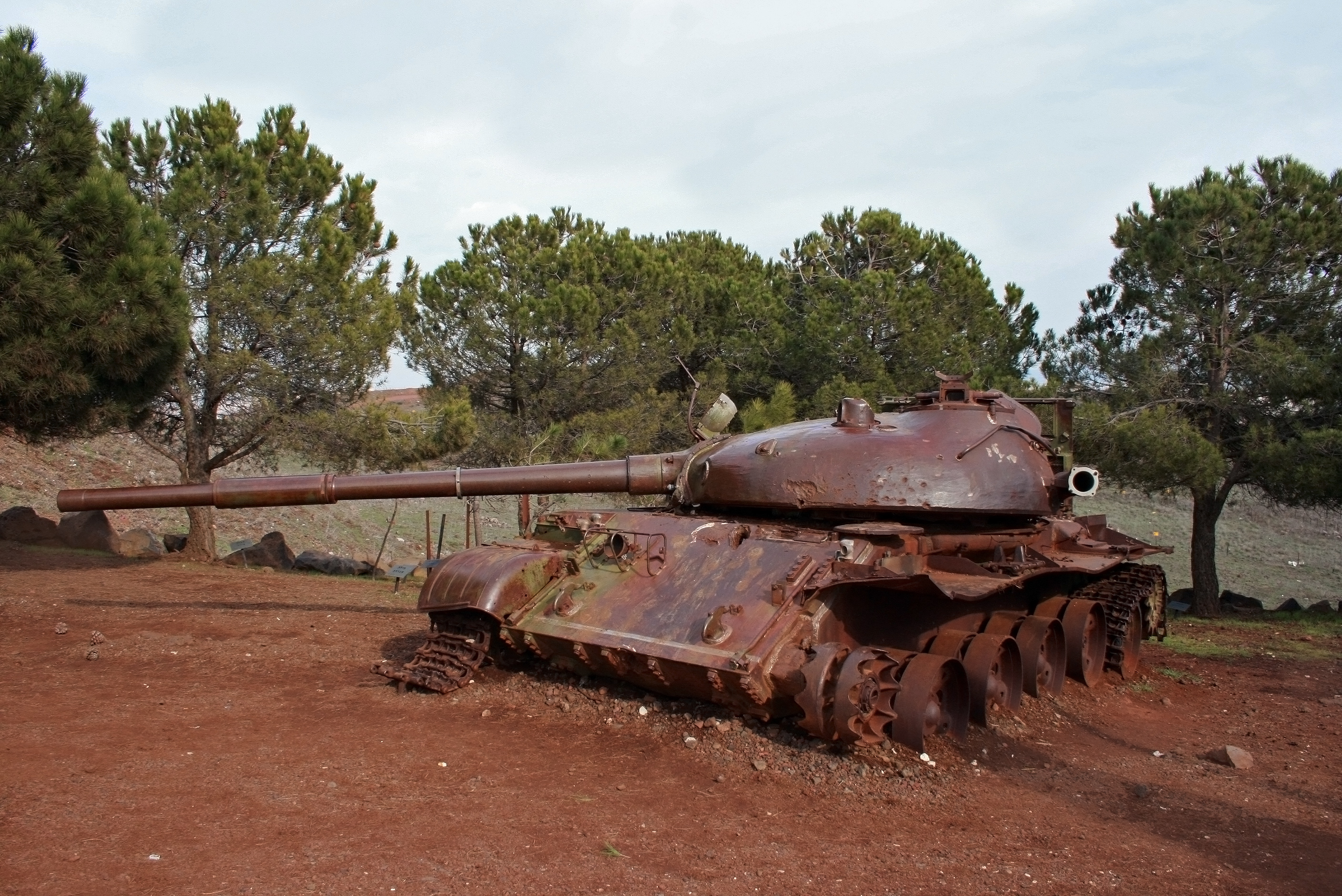
Un T-62 sirià s'erigeix com a part d'un monument que commemora la batalla de la '"Vall de les Llàgrimes", al nord dels Alts del Golan.

En aquesta nova guerra, els T-62 àrabs tenien superioritat numèrica i estratègica, a més de millors capacitats de combat nocturn gràcies als seus dispositius de visió per a l'esmentat rol. Mentrestant, el parc blindat de l'Exèrcit d'Israel estava millor protegit amb cuirasses més gruixudes i les seves tripulacions eren molt més professionals i posseïen un entrenament bastant rigorós en comparació amb els quals Egipte i Síria li imposaven als seus tanquistes. Al començament de la invasió, els tancs del Tzahal estaven tenint moltes baixes, degut principalment al canó|gorja de 115 mm que podia perforar qualsevol dels blindatges que protegien als carros enemics en distàncies mitjanes. Un clar exemple d'això van ser els combats que es van desenvolupar en els Alts del Golan, on en curta distància els T-62 van aconseguir destruir un enorme percentatge d'israelians blindats en les primeres hores de la guerra. A costa de terribles pèrdues, la ferma resistència dels defensors va aconseguir frenar l'avenç sirià en aquesta zona, va permetre l'arribada de reforços a temps, i amb la batalla estancada els tancs àrabs es van convertir en presa fàcil per a l'artilleria i infanteria. Moltes tripulacions es van retre o van desertar, raó per la qual Israel va capturar molts T-62 abandonats i va passar a l'ofensiva en aquest front. Per la seva part, els egipcis van aconseguir petits triomfs després d'haver creuat el Canal de Suez, contra els molt inferiors cuirassats israelians (M-50 i M-51 Sherman, que per a súmmum es trobaven delmats en nombre). Després de dos dies, els invasors islàmics de van dedicar a reagrupar-se i establir les seves posicions en el camp, donant-li un valuós temps a l'enemic per recuperar-se. El Tzahal va enviar llavors a seus M60 i Centurion, els quals van prendre posicions defensives ben cobertes, semienterrats a la sorra, aprofitant al màxim la mobilitat de les seves torretes i l'abast i precisió de les seves armes. Els jueus van eliminar els tancs musulmans en llargues distàncies, detenint-los completament i després envoltant-los, bolcant al seu favor el rumb de la guerra. Malgrat la seva contundent victòria Israel va acabar perdent aproximadament uns 800 carros de combat i s'estima que els països àrabs van sofrir més de 1.300 baixes al seu parc cuirassat, entre destruïts i capturats pel seu oponent.
Un total de 240 T-62 sirians van ser inhabilitats o abandonats a l'altiplà del Golan.
Després del final de la guerra, Israel va adoptar diverses dotzenes de T-62 capturats a Síria. Segons Oleg Granovski, només uns 200 T-62 van quedar en territori controlat per Israel, però no especifica quants al llarg dels fronts.

### Líban
El 1976, els tancs T-62 formaven part de la força de pau siriana al Líban. Síria va començar l'operació l'1 de juny, amb el suport de 85 tancs T-55 i T-62. Un batalló de 25 tancs T-62 va avançar a l'est en direcció Sidó-Beirut. El 7 de juny, els T-62 van arribar a Sidó als carrers de la ciutat, els tancs van ser emboscats per militants palestins. Durant la batalla, els sirians van perdre 7 dels 25 tancs i es van retirar de la ciutat (segons Michael Pollack, 30 T-62 sirians van ser destruïts en aquesta batalla). L'11 de novembre, l'exèrcit sirià, recolzat per 60 tancs T-62, va llançar un atac contra la capital libanesa Beirut. El 16 de novembre, Beirut va ser presa sota el control de les tropes sirianes.
El 1982, els T-62 sirians van participar en la repel·lició de l'exèrcit israelià durant la Guerra del Líban. Al Líban, els sirians tenien T-62 com a part de 3 brigades: 76a, 91a i 51a. Els primers enfrontaments entre israelians i sirians es van produir el 8 de juny durant la batalla de Jezzine. Als afores de la ciutat, els centurions israelians van ser sota foc concentrat de T-62 i ATGM. La batalla va continuar fins a la foscor, els israelians, a costa de pèrdues considerables, encara van aconseguir fer fora de la ciutat els sirians, mentre perdien fins a 10 centurions, els sirians van perdre de 3 T-62 dels 24 tancs.
La nit del 8 al 9 de juny, unitats de la 162a Divisió HaPlada i la Task Force de Wardi de les Forces de Defensa d'Israel, passant per davant de Jezin, van envoltar la 76a i 91a Brigades Blindades, segons una font de la 1a Divisió (en altres fonts, s'anomena el 10è) al sud del llac Karun. Els sirians van oposar una resistència desesperada. Els tancs es quedaven sense combustible i municions. Les unitats de Damasc de la 1a Divisió Blindada Síria, que, segons una versió, estaven armades amb tancs T-72 (segons una altra versió, no hi havia cap T-72 a la 1a Divisió Blindada). Va colpejar el flanc dret israelià al nord de Rashai, trencant l'encerclament de les brigades sirianes. Els israelians van perdre "molts tancs M60" (segons Pavel Bulat), les brigades sirianes 76 i 91 van sortir de l'encerclament, amb la pèrdua de més de 200 tancs T-62, 90 dels quals van ser abandonats intactes. Després d'això, ambdues brigades sirianes van tornar a Síria i van ser rearmades amb T-55, i elements de la 1a Divisió Blindada van continuar avançant cap a Zahle. La 162a divisió israeliana va continuar el seu avanç des del llac Karun i va arribar a l'assentament d'Ein Zhalta. Allà va entrar en una batalla frontal de tancs amb T-62 sirians. Els primers trets van destruir dos centurions israelians, i més tard la columna va patir pèrdues encara més importants. Després d'haver perdut almenys tres tancs en aquesta batalla, els sirians van obligar els israelians a retirar-se al poble de Baruk. Al centre, la 162a Divisió Blindada va trobar una forta resistència de la 51a Brigada Cuirassada Independent, equipada amb tancs T-62, que ocupava una defensa ben preparada a l'oest de la vall de la Bekaa. A l'oest, unitats israelianes van començar a encerclar Beirut i van intentar tallar la ciutat de l'autopista Beirut-Damasc. Els combats van continuar fins a l'11 de juny, quan es va signar una treva.
Poc abans de la treva a Jub-Dzhunin, els Merkavas israelians van atacar els T-62 de la 58a brigada. Després d'haver perdut dos tancs, els israelians van eliminar una dotzena de tancs sirians. En total, durant aquesta batalla, que va durar fins al migdia i va anar acompanyada d'atacs d'helicòpters d'ambdós bàndols, segons declaracions sirianes, van ser destruïdes de 21 a 30 unitats de vehicles blindats israelians. Al seu torn, segons els pilots d'helicòpters israelians, 15 T-62 van ser colpejats en aquesta batalla, mentre que un helicòpter MD 500 va ser abatut per foc de canó d'un T-62.
El 22 de juny, els israelians van capturar 10 T-62 sense danys, i les seves tripulacions es van rendir davant la visió de dos centurions israelians.
Els tancs israelians Tiran 6 no van participar directament en la guerra (estaven a la frontera), mentre que durant la guerra, a conseqüència d'un incendi en un dipòsit de municions per un motiu desconegut, gairebé tots van capturar obusos de 115 mm que tenien els israelians es van cremar i detonar.

### Etiòpia
A finals de 1977, una brigada de tancs T-62 formada per 120 vehicles va ser lliurada des de l'URSS per ajudar Etiòpia en la Segona guerra etíop-somali. Els tancs estaven destinats a la Força Expedicionària Cubana, i ja el 28 de desembre, el primer batalló cubà del T-62 estava preparat per al combat. El 2 de febrer de 1978, una brigada de tancs cubans va llançar un atac contra posicions somalies des de la zona d'Urso-Diredawa en direcció a Arewa. En les primeres batalles ofensives, els tancs T-62 van assegurar un avenç prop de Harar, destruint almenys 15 tancs. En els dos primers dies, el grup somali va ser gairebé completament derrotat, perdent 42 tancs en aquesta direcció i 15 en altres. Els T-62 van obrir foc des d'una distància de més de 1.500 metres, quedant fora de l'abast dels tancs i l'artilleria enemics.

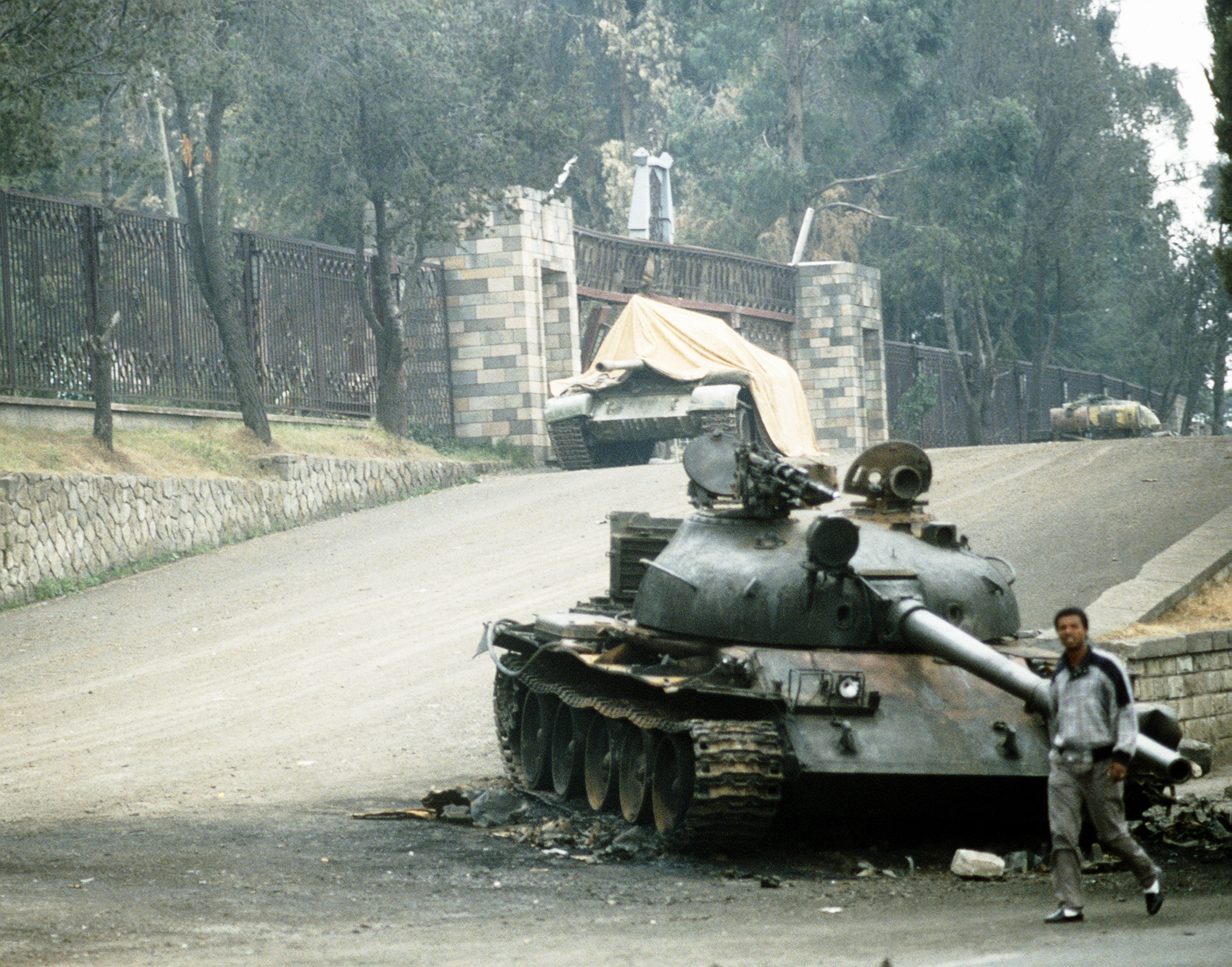
T-62 etíop destruït a Addis Ababa el 1991, durant la Guerra Civil Etíop

Continuant el seu avanç cap a Jijiga, les tropes etíops i cubanes van trobar una forta resistència als dos ports de muntanya que conduïen a la ciutat: Marda i Shebele. Els dies 1 i 3 de març els somalis van dur a terme grans contraatacs amb infanteria, tancs i artilleria, però en ambdós casos van ser rebutjats. La brigada de tancs cubans també va tenir un paper important en això. A primera hora del matí del 4 de març va començar una ofensiva frontal en direcció a Marda - Jijiga de les forces principals, recolzades per T-62 cubans i diversos batallons de tancs T-55 etíops. Al pas de Marda, els T-62 van cremar tots els tancs de la companyia somali a gran distància. A causa de la por als camps de mines i les defenses reforçades, es van suspendre nous avenços. En el segon intent d'atac, es va prendre el pas de Marda i a finals del 4 de març també es va prendre Jijiga. L'atac a Jijiga va costar als cubans sis tancs T-62 i vuit més van resultar danyats. La majoria dels tancs van ser colpejats per RPG-7 i SPG-9. Els combats van continuar fins al 13 de març, quan les tropes somalis van ser expulsades completament del territori ocupat.

### Conflicte entre Egipte i Líbia
Durant la guerra egipci-libi el juliol de 1977, els tancs T-62 van ser utilitzats per ambdues parts. La batalla de tancs més gran va tenir lloc per al poble egipci de Saloum a la frontera. El poble va ser atacat pel 9è Batalló de Tancs Libi. Els T-62 egipcis de les tropes frontereres van recuperar el poble, derrotant el batalló libi.

### Conflicte entre el Txad i Líbia
Durant el conflicte entre txad-líbia, Líbia va utilitzar tancs T-62. El primer ús conegut dels tancs T-62 es va produir a finals de 1986 a finals de desembre, una columna de T-62 libi va ser emboscada pels rebels, però es desconeixen les pèrdues dels T-62. Segons l'investigador Mikhail Baryatinsky, 12 T-62 libis van ser "abatuts" durant la guerra. Segons dades txadianes, ni un sol T-62 libi va ser destruït durant la guerra, i 12 tancs van ser capturats; aquests tancs van ser capturats intactes de les instal·lacions d'emmagatzematge subterrànies a Wadi Dum.

### Guerra Iran-Iraq
El T-62 va tenir una àmplia participació en la guerra Iran-Iraq. Al començament de la guerra, l'Iraq tenia 700 tancs T-62. El 1982, l'Iraq va demanar a l'URSS 2.150 T-62, dels quals només 1.000 es van lliurar el 1989. L'Iran va adquirir 65 T-62 de Líbia el 1981, 100 el 1982 de Síria i 150 Chong-Maho de la RPDC el 1982. Així, l'Iraq va utilitzar 1.700 T-62 durant la guerra, Iran 315 T-62. Al començament de la guerra, ambdós bàndols eren aproximadament iguals en el nombre total de tancs, però l'Iran tenia gairebé el doble de tancs moderns. L'Iraq abans de la guerra tenia 1800 tancs, inclosos 100 moderns T-72 (no van participar en l'inici de la guerra) i 700 T-62, l'Iran tenia 2160 tancs, inclosos 875 moderns Chieftains i 460 M60 Patton.
El 22 de setembre de 1980, els tancs T-62 de la 6a Divisió Blindada van travessar la frontera prop de Bustan. En una setmana de combats, la divisió va arribar als afores nord d'Ahwaz. L'11 d'octubre, la 6e Divisió va passar el riu Karun a Darkhovein, amenaçant el subministrament de l'exèrcit iranià a la zona. La 3a Divisió Blindada va començar a avançar cap a Khorramshahr. Els iranians de la zona disposaven de la 92a Divisió (Caps i Scorpions) i la 37a Brigada (M48). A conseqüència del setge, que va durar trenta-quatre dies, la ciutat va caure a finals d'octubre. Ambdós bàndols van perdre un gran nombre de tancs en aquesta batalla, en particular la 37a Brigada Blindada (que va perdre 150 tancs M48 Patton) i el regiment de reconeixement Scorpions de la 92a Divisió van ser completament destruïts. A la primavera de 1982, la 6a Divisió Blindada va ser pràcticament destruïda durant la contraofensiva iraniana.
A principis de 1981, l'Iran va intentar una poderosa contraofensiva a la vall de Kerkheh, prop de la ciutat de Susengerd, que va ser coneguda com la "Batalla de Dizful". L'Iran va preparar 300 tancs Chieftain i M60 de la 16a Divisió Blindada per a l'atac. El comandament iraquià va predir les intencions de l'enemic i va avançar 300 tancs T-62 de la 9a Divisió Blindada per trobar-lo. El 6 de gener, una brigada blindada iraniana va arribar a les posicions iraquianes. Després d'haver atacat els iraquians en moviment, es va trobar en una butxaca de foc i va ser atacada des dels flancs. Les pèrdues iranianes van ascendir a més d'un centenar de tancs. Les dues brigades iranianes restants van caure en un parany els dies 7 i 8 de gener i també van ser derrotades i es van retirar. L'Iran va perdre fins a 250 tancs Chieftain i M60 destruïts i capturats (segons declaracions iranianes). Les pèrdues iraquianes van ascendir a uns 40 tancs T-62. Després de la batalla, els iraquians van organitzar una exposició d'equipament capturat, els periodistes van poder comptar les pèrdues tant iranianes com iraquianes. Així, es van descobrir 150 tancs iranians destruïts al camp de batalla, es desconeix quants més van aconseguir evacuar els iranians. Durant la batalla, va resultar que els obusos de subcalibre perforants amb aletes de 115 mm van penetrar lliurement a l'armadura frontal de diverses capes dels Chieftains. En una exposició a Bagdad hi havia un tanc Chieftain amb una torreta completament perforada: un obús de 115 mm va perforar l'armadura frontal i va sortir pel derrere.
El millor pilot d'helicòpter iranià, Ali Akbar Shiroudi, va morir en un helicòpter AH-1J Sea Cobra quan va ser colpejat per un obús del canó principal d'un T-62 iraquià.
Durant la guerra, l'Iraq va perdre, segons fonts en llengua russa, uns 500 tancs T-62, segons dades occidentals, les pèrdues dels T-62 només van ascendir a unes 200 unitats, les pèrdues de T-62 iranians.

### Invasió soviètica de l'Afganistan
El T-62 va ser utilitzat com a principal carro de combat pels soviètics durant la Guerra de l'Afganistan de 1979-1989. El tanc rus va haver de patir el terreny muntanyós, on s'accentuava encara més la poca depressió del canó, fent-ne pràcticament inútil l'ús en posicions elevades contra objectius que es trobin per sota del seu nivell.

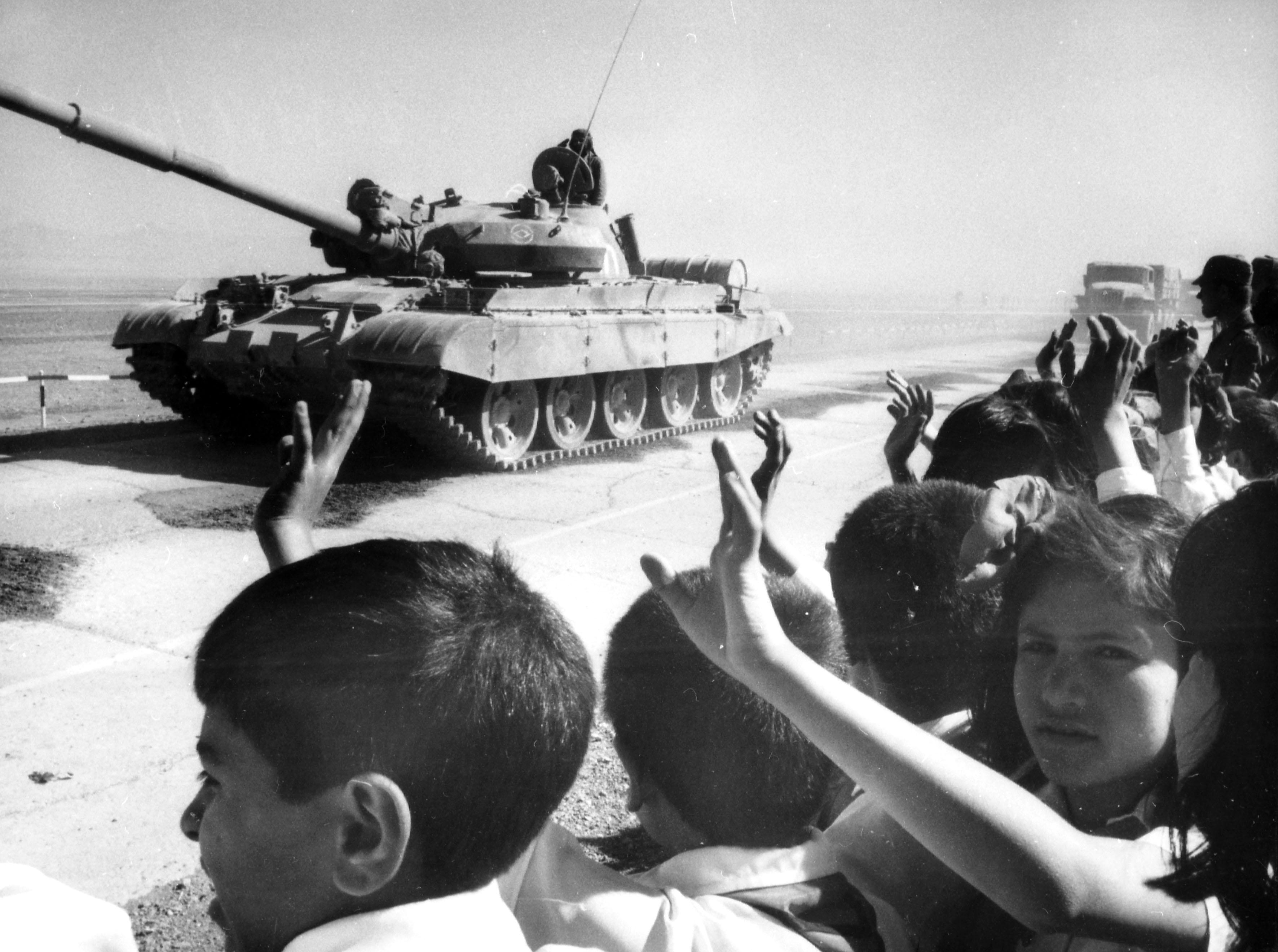
T-62M soviètic del Regiment de Tancs "Berlín" abandonant Afganistan

Les tàctiques guerrilleres dels muyahidines van ser també un gran maldecap per als tancs soviètics, ja que atacaven de manera sorpresa i immediatament s'amagaven en coves i xarxes de túnels, impossibilitant efectuar una resposta eficaç. El poc coneixement del territori al qual s'estaven endinsant els va facilitar als nadius el poder maniobrar tranquil·lament i llançar les seves ofensives des de les muntanyes més altes, on els vehicles de l'enemic no podien arribar. Un dels mètodes més usats pels locals era tendir emboscades a petits grups de tancs en estrets passos muntanyosos en on aquests no podrien maniobrar; va ser així com molts T-62 van ser aïllats de les seves formacions per a després ser capturats pels combatents muyahidins, que amb molts soldats envoltaven perillosament al vehicle i intimaven als tripulants del mateix a rendir-se.
Cap a finals del conflicte, van començar a arribar al capdavant de batalla afganesos els nous T-62M, implicant l'armadura addicional BDD en forma de ferradura, que havia estat dissenyada especialment per frustrar els efectes que produeixen els projectils de càrrega buida, com el RPG-7 que era àmpliament usat pels grups guerrillers de la zona.
Durant tota la guerra, segons dades oficials, les pèrdues irrecuperables de tancs de tot tipus van ascendir a 147 unitats (principalment T-62 i alguns T-55). La majoria dels tancs van fallar per raons tècniques. El comandant adjunt del 40è Exèrcit d'armament, V.S Korolev, i l'investigador occidental S. Zalogi van trobar xifres al voltant de 385 o fins i tot 1340 tancs T-62. Al mateix temps, ambdues fonts es confonen entre si en els motius de les pèrdues de tancs. Korolev tenia 1.340 tancs inhabilitats per danys de batalla, mentre que Zaloga només tenia 385 tancs perduts per danys de batalla. Al mateix temps, Zaloga tenia 1.340 tancs amortitzats, la majoria a causa de danys no de combat, mentre que Korolev només tenia 385 tancs cancel·lats. En qualsevol cas, ambdues estimacions (inclosa l'estimació del general que va participar en l'operació del T-62 a l'Afganistan) són significativament superiors a les dades oficials sobre les pèrdues de tancs soviètics. L'exèrcit afganès també va utilitzar T-62, les seves pèrdues encara es desconeixen.

### Primera guerra txetxena
Va tenir una participació limitada durant la Primera Guerra Txetxènia. Les formacions de Dudàiev van rebre tancs del 392è regiment de tancs d'entrenament (Shali) (6 T-62M i 36 T-72A). Al seu torn, les forces federals van lliurar 10 tancs T-62 a l'oposició anti-Dudaev. Hi ha un cas conegut d'una batalla de tancs entre un T-62 de l'oposició i dos T-72A dels partidaris de Dudayev, durant la qual el T-62 va ser abatut i va matar dos membres de la tripulació. Hi ha un cas conegut de la destrucció d'un sistema de míssils antitanc de Dudàiev per un tanc T-62 des d'una distància de 5600 metres. En total, els 10 tancs russos transferits a l'oposició es van perdre o es van desactivar durant l'agost-octubre de 1994, inclòs un que va ser venut als partidaris de Dudàiev. L'últim T-62 restant va ser destruït durant l'intent d'assalt a Grozny el 15 d'octubre.

### Segona guerra txetxena
Durant la Segona Guerra Txetxènia, els T-62 es van utilitzar més àmpliament. En total, es van destinar uns 370 tancs T-72, T-62 i T-80 (inclosos 138 T-62) per a l'operació. A més, les tropes ferroviàries van utilitzar diversos tancs en trens blindats, dels quals 2 trens van ser utilitzats al començament de la segona campanya i al final el grup es va reforçar a 5. En ambdues campanyes txetxenes es van utilitzar un total de 6 trens blindats. Cada tren tenia 1 o 2 andanes amb un tanc T-62, és a dir, el nombre de "seixanta-dos" als trens de la segona campanya oscil·lava entre 5 i 10 peces.
Els "seixanta-dos" van participar per primera vegada en les hostilitats entre l'agost i el setembre de 1999, quan uns 60 tancs T-62 del 93è regiment van participar en la defensa del Daguestan dels atacs dels terroristes txetxens. A mitjan setembre, els militants van ser expulsats del Daguestan, se sap que un T-62 va ser destruït.
A la primera meitat d'octubre, el 160è Regiment de Tancs de la Guàrdia, comandat pel tinent coronel Iuri Budanov, va ser redistribuït al territori de Txetxènia. Aquest mes no hi va haver batalles especialment grans, se sap que va haver-hi un cas en què un T-62M del comandant del regiment va ser colpejat per un obús, la tripulació va escapar només amb un cop de foc.
A principis de novembre, durant la captura d'Atxkhoi-Martan, un T-62 del 160è regiment va ser colpejat per un ATGM. En apropar-se a Stary Achkhoy, els vehicles del regiment van rebre diversos cops ATGM d'un llançador a una distància d'aproximadament 3.900 metres, però no es va danyar cap tanc. El foc del tanc T-62, un jeep, un llançador i una tripulació de quatre militants van ser destruïts. El 18 de novembre, Atxkhoi va passar completament sota el control de les tropes russes. Aquest mes, el tanc del comandant del regiment va rebre un cop d'un RPG, però la tripulació, així com el tanc, van sobreviure de nou.
Des de finals de desembre de 1999 fins a principis de febrer de 2000, els T-62 dels regiments 93 i 160 van participar en l'assalt a Grozni.
El 5 de març de 2000 va començar la batalla decisiva, que es va convertir en l'última gran batalla de la guerra. Els tancs T-62 i T-62M del 160è tanc i el 93è regiment mecanitzat van ser enviats a assaltar el poble de Komsomólskoie, on hi havia cavat milers i mig de militants del líder terrorista Ruslan Gelaiev. Tres tancs del 93è Regiment van assaltar el poble com a part del 19è Destacament de Forces Especials. Es desconeix informació sobre possibles pèrdues de tancs i tripulacions de tancs de les tropes internes. Durant l'assalt, el regiment de Budanov, com abans, va patir pèrdues mínimes: tres regiments de "seixanta-dos" van rebre èxits de RPG, però tots van continuar en moviment. No va morir ni un vaixell cisterna Budanov. El 14 de març, el poble va ser presa el 21 de març, es van completar les hostilitats a gran escala.
El 160è Regiment de Tancs de la Guàrdia, que va participar més activament en la guerra entre les unitats de tancs, va passar sis mesos al territori de Txetxènia (des d'octubre de 1999 fins a l'abril de 2000) i va mostrar l'efectivitat més gran de combat entre altres unitats. Malgrat que gairebé tots els tancs del regiment tenien rastres d'impactes, ni un sol T-62 es va perdre per sempre. Les pèrdues de personal van ascendir a 22 morts i morts (menys del 3% del total; no hi va haver morts directament dins del T-62).

### Guerra de l'Iraq
Durant la Guerra de l'Iraq del 2003, hi va haver un ús ocasional del T-62 per part dels iraquians en repel·lir la invasió de la coalició internacional. El 22 de març, els tancs nord-americans M1 Abrams van destruir quatre T-62 a la zona de Nasiriyah en dos minuts. El 27 de març, el Cos de Marines dels EUA, els Abrams va destruir dos T-62 a la zona de Al Diwaniyah. El 4 d'abril, durant l'avenç de la brigada nord-americana a Bagdad, dos T-62 van ser destruïts (a més, en aquest atac, els nord-americans van destruir 33 T-72 i 19 T-55, la qual cosa indica una petita part de T-62).

### Guerra a Ossètia del Sud
L'exèrcit rus va utilitzar el T-62 de la 42a Divisió de Rifles Motoritzats de la Guàrdia durant la Guerra de Geòrgia de 2008. Segons experts russos independents (Centre d'Anàlisi d'Estratègies i Tecnologies), un T-62M rus va ser destruït pel foc enemic. Hi ha un cas conegut de la destrucció d'un tanc georgià per un tanc rus T-62M sota el comandament del tinent Vitali Neff, que aleshores va morir.

### Invasió Rusa d'UIcraïna
Al maig-juny de 2022, durant la invasió russa d'Ucraïna, es van veure T-62M i T-62MV i també de la versió del 2022 russos a la zona de combat. També es van observar les primeres pèrdues de tancs d'aquest tipus. I també per les tropes ucraïneses utilitzen aquests tancs, capturats de les tropes russes.
Per fonts d'Oryx van calcular que durant el conflicte, el bàndol rus va perdre en total 274 tancs T-62 de totes les variants, dels quals 195 són destruïts i 46 són capturats, la major part són T-62M.

## Operadors

### Actuals

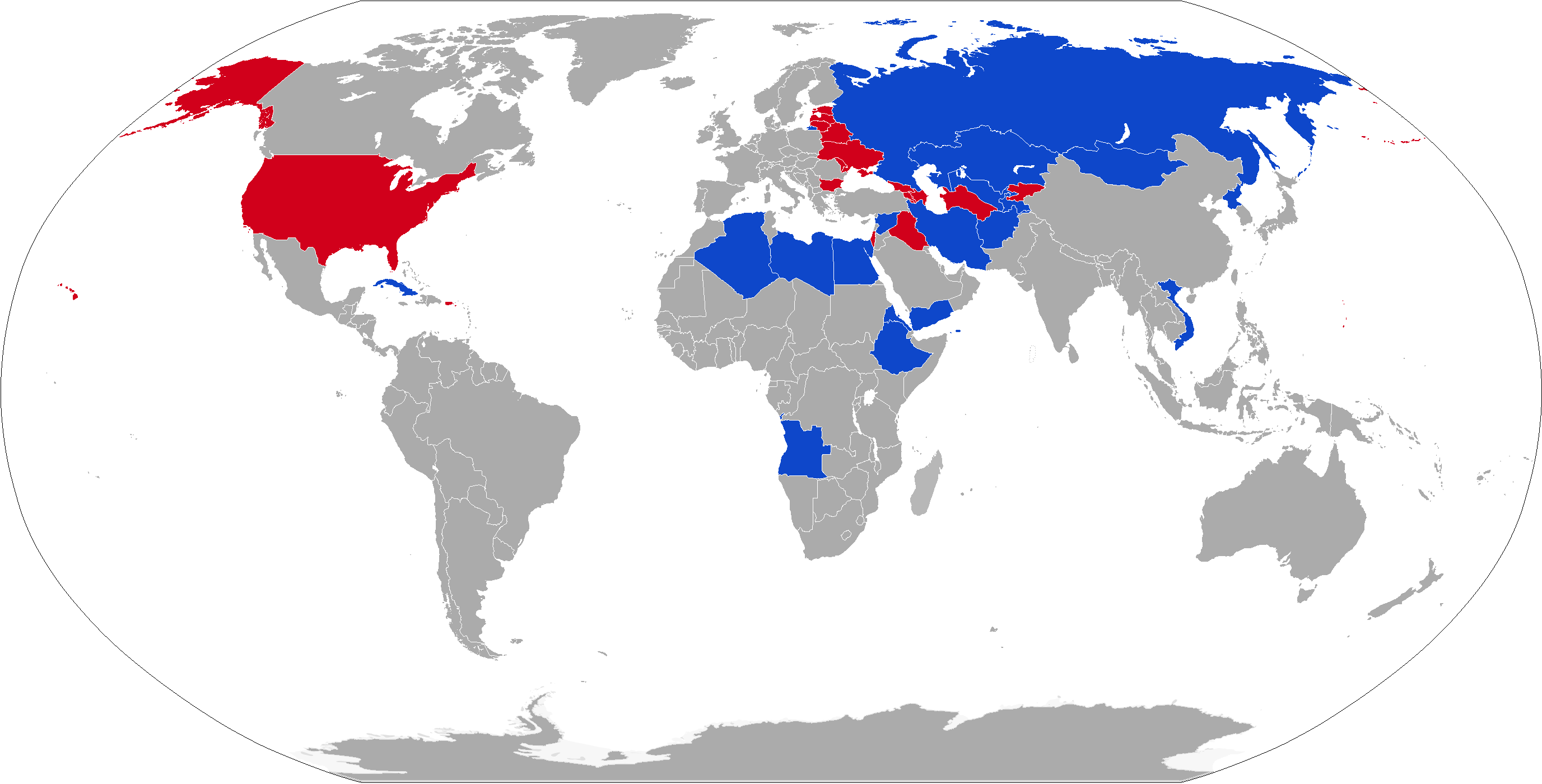
Països on tenen un T-62 en actiu (Blau). Països on tenien un T-62 (Vermell).

- Algèria: 290 T-62 a partir del 2024.[74] Angola: 50 T-62 a partir del 2024.[75]
- Cuba: 400 T-62 a partir del 2024.[76]
- Egipte: 200 actius i 300 emmagatzemats, a partir de 2024.[77]
- Etiòpia: 120 T-62 i T-55 a partir de 2024.[78]
- Iran: 75 T-62 a partir de 2024.[79]
- Kazakhstan: 75 des de l'any 2000 (100 el 1990 i 150 el 1995)
- Líbia: Alguns T-62.[80]
- Mongòlia: 250 T-62 lliurats des de l'URSS.[81]
- Corea del Nord: 470 T-62 a partir de 2024.[82]
- Rússia: 200 T-62M/MV i hi ha T-62 emmagatzemats a partir del 2024.[83]
- Síria: Alguns T-62.[84]
- Uzbekistan: 170 a partir de 2024.[85]
- Vietnam: 70 a partir de 2024.[86]
- Iemen: Alguns T-62.[87]
- Ucraïna: Al voltant de 45 T-62M/MV capturats a les tropes russes.[88]

### Antics
- Bulgària: 250 T-62 van ser subministrades des de l'URSS durant el període 1970-1974.[81] Eliminat del servei
- Iraq: 1700 T-62 lliurats des de l'URSS.[81] Eliminat del servei
- Bielorússia: 170 T-62 a partir del 1995, retirats del servei.
- Eritrea: T-62 a patir del 2020.[89]
- Unió Soviètica: 20.000 produïts durant 1961 i 1975, passant a les mans dels estats successors
- Israel: 126 T-62 a partir del 2010.[90]
- Kazakhstan: 280 T-62M a parir del 2010.